# الإصلاحات الإدارية في البحرين في عقد 1920
الإصلاحات الإدارية في عقد 1920 كانت سلسلة من الإصلاحات التي تقودها بريطانيا والتي وضعت أسس دولة البحرين الحديثة. وقعت الاصلاحات ما بين عامي 1919 و1927 ولكن خلفيتها تمتد إلى أوائل القرن 19. وقعت بريطانيا على عدد من المعاهدات مع البحرين في عام 1820 وعام 1861 وعام 1880 وعام 1892. المعاهدتان الأخيرتان حولتا البحرين إلى محمية بريطانية. في عام 1869 وفي وقت سابق كانت بريطانيا قد عينت الشباب عيسى بن علي آل خليفة حاكما. كان عيسى أوتوقراطي وإقطاعي حيث كان يتشارك مع أسرته وحلفائه القبائل السنة السلطة. كان الاقتصاد يعتمد على الغوص على اللؤلؤ وزراعة النخيل. كلا القطاعين يعانيان من عدم المساواة الكبرى. معظم معاملة الفلاحين البحارنة (الشيعة) والغواصين الذين كانوا في الغالب غير بحرينيين كانت قريبة من معاملة العبيد. منذ بداية القرن 20 كان النفوذ البريطاني في البحرين في تزايد. من 1904 إلى 1905 امتدت سلطة البريطانيين إلى جميع الأجانب وفي عام 1913 صدر أمر بإنشاء مجلس الحكم الذي تحولت البحرين بإنشائه إلى مستعمرة. لم ينفذ الأمر حتى بعد نهاية الحرب العالمية الأولى.
بدأت الإصلاحات في فبراير 1919 بعد إعلان المعتمد السياسي البريطاني الكابتن براي أن القرار دخل حيز التنفيذ. خطوة براي التالية هي تعيين نصف أعضاء المجلس العرفي وهو المجلس المهتم بالمنازعات التجارية والذي واجه معارضة من عيسى مما أدى إلى تعليقه. في نوفمبر تم تعيين اللواء هارولد ديكسون وكيل سياسي. أنشأ المحكمة المشتركة والمجلس البلدي لمدينة المنامة واستأنف اجتماعات المجلس العرفي. استاء ديكسون من الحاكم وحلفائه القبليين ولكنه كان يتمتع بدعم من البحارنة الذين شجعهم على الثورة ضد مضطهديهم. في عام 1921 تم تعيين اللواء دالي وكيل سياسي. بعد بضعة أشهر بدأ تقويض نفوذ عبد الله أصغر أبناء عيسى لصالح شقيقه الأكبر وولي العهد حمد. بدءا من منتصف عام 1921 شهدت البحرين سلسلة من الالتماسات المؤيدة والمعارضة للإصلاحات. تم تقديمها إلى المسؤولين البريطانيين الذين أوصلوها إلى وزارة الخارجية. تألف فصيل مؤيد لدالي من حمد وأنصاره والبحارنة. طالب البحارنة بالعدالة كما أنهم اضطروا لدفع العديد من الضرائب التمييزية وتعرضوا لسوء المعاملة والاضطهاد. الفصيل الآخر يتألف من عيسى وعبد الله ورجال القبائل وتجار اللؤلؤ المعارضون للإصلاحات لأنها وضعت لإلغاء سلطاتهم المطلقة والفوارق الاجتماعية.
في مواجهة تقاعس بريطانيا نظم البحارنة انتفاضة في المنامة في فبراير 1922. وافق عيسى على معظم مطالبهم ولكن لم يقم بتنفيذها. اتصلت قبيلة الدواسر بعبد العزيز بن عبد الرحمن بن فيصل آل سعود طالبا مساعدته ضد الإصلاحات. من ناحية أخرى أطلقت الإمبراطورية الفارسية الحملات الإعلامية متهمة بريطانيا بغض النظر عن اضطهاد البحارنة في البحرين. تغير الموقف البريطاني ثم تم فرض الإصلاحات ضد رغبة عيسى. في مايو 1923 اندلع الشغب لمدة ثلاثة أيام في المنامة بين الفرس والنجديين. من جهة أخرى هاجم الدواسر والخوالد وهم فرع من عائلة آل خليفة الحاكمة عدة قرى بحرانية. تدخلت بريطانيا بخلع عيسى لصالح تعيين ابنه البكر حمد بعد أن رفض أن يتنازل عن الحكم طوعا. استأنف الدواسر والخوالد هجماتهم ضد قرى البحارنة التي من أجلها تم تقديمهم للمحاكمة وأدينوا. هاجر الدواسر إلى الدمام في البر الرئيسي في حين تم نفي لسنوات طويلة أو الحكم غيابيا بالإعدام على الخوالد بعد هروبهم. واصل بقية المعارضين وسائلهم السلمية لمنع تنفيذ الإصلاحات والتي بلغت ذروتها في المؤتمر الذي عقد في أكتوبر. استجاب الفصيل المؤيد للإصلاح مع خطوات مماثلة. نفى البريطانيون قادة المؤتمر المذكور.
مع نهاية كل أشكال المعارضة فقد تم تمهيد الطريق لتنفيذ الإصلاحات الإدارية. كان من بينهم الجمارك والقضاء والشرطة والغوص بحثا عن اللؤلؤ والإصلاح الزراعي. تولى دالي دورا هاما في تنفيذ الإصلاحات وحذرته السلطات العليا من أن لا يصبح الحاكم الفعلي. غادر في عام 1926 بعد تعيين تشارلز بلغريف مستشارا للحاكم. أثبتت بعض الإصلاحات نجاحها مثل تلك الموجودة في الجمارك بينما كانت بعض الإصلاحات فاشلة مثل تلك الموجودة في الشرطة والقضاء. بحلول نهاية عقد 1920 كانت البحرين قد وضعت قدما في الإدارة الحديثة. احتلت مسؤولون بريطانيون عدة مناصب قيادية في ذلك. أيضا مكنت الإصلاحات البحارنة سياسيا ورفع الكثير من التفاوت مما كانوا يعانون منه. منتقدي الاصلاحات التي كثيرا ما يذكر أن الجماعات السنية ظلوا المهيمنين ولكن كان فقط لتغيير الطريقة التي تمارس بها السلطة. البعض الآخر قام بتحليل غرض التدخل البريطاني والمؤتمر المذكور.

## الخلفية

### بدايات حكم آل خليفة
سقطت البحرين تحت سيطرة آل خليفة في عام 1783 بعد هزيمة ناصر آل مذكور الذين كان يحكم الأرخبيل كتبعية من بلاد فارس. أول حاكم من آل خليفة وهو أحمد بن محمد آل خليفة (1783-1796) الذي كان يقع مقر حكمه في الزبارة (العصر الحديث قطر) يقضي الصيف في البحرين. بعد وفاته انتقل سلمان وعبد الله أبناء أحمد إلى البحرين. تشاركا في حكمها وتملكوا العقارات الإقطاعية وفرضا الضرائب على السكان البحارنة. استقر سلمان في جزيرة البحرين وعبد الله في جزيرة المحرق حيث كان كل واحد منهما حاكما بشكل مستقل. سرعان ما انقسم آل خليفة إلى فرعين وهما آل عبد الله وآل سلمان ودخلوا في صراع مفتوح من 1842 إلى 1846. حيث بدأت الصراعات بين آل خليفة في البحرين في عام 1828 واستمرت حتى عام 1869. كان فرع سلمان هو المنتصر وتمتع بالحكم الكامل على البحرين. حتى عام 1869 كانت البحرين تحت تهديد الاحتلال من قبل مختلف القوى الخارجية بما في ذلك الوهابيين والعمانيين والعثمانيين والمصريين والفرس ولكن تمكن آل خليفة من إبقائها تحت سيطرتهم. واصل فرع آل عبد الله تهديد حكم آل سلمان حتى عام 1895.

### المعاهدات مع بريطانيا
في بداية القرن الثامن عشر كانت بريطانيا القوة المهيمنة في المنطقة وتحاول انهاء القرصنة في الخليج العربي من أجل تأمين طرق التجارة البحرية لشركة الهند الشرقية في جزر الهند الشرقية. في عام 1820 وقعت بريطانيا معاهدة بحرية عامة مع زعماء القبائل في الخليج العربي بما في ذلك آل خليفة (بناء على طلبها). من خلال توقيع هذه المعاهدة اعترفت بريطانيا بآل خليفة كحكام شرعيين للبحرين. من 1820 إلى 1850 حاول آل خليفة مرارا اقناع السلطات البريطانية توفير الحماية الكاملة للبحرين ضد التهديدات الخارجية ولكن دون جدوى. أرادت بريطانيا أن تبقى البحرين دولة مستقلة. تغير الوضع في ما بين 1859 و1860 عندما ناشد حاكم آل خليفة الفرس والعثمانيين لتوفير الحماية وفي عام 1861 حاصر الأحساء. هذا ما دفع البريطانيين في عام 1861 لإجبار الحاكم على توقيع معاهدة جديدة مع بريطانيا وهي هدنة دائمة من السلام والصداقة. كان حاكم البحرين غير منخرط في «محاكمة الحرب والقرصنة والعبودية في البحر» وكانت بريطانيا توفر الحماية البحرية. اعترفت المعاهدة أيضا بحاكم آل خليفة بأنه «حاكم مستقل».
بعد ست سنوات فيما بين 1867 و1868 تدخلت البحرية البريطانية بعد الهجوم البحريني على قطر. بعد سنتين في عام 1869 تدخلت مرة أخرى لإنهاء صراع داخلي على السلطة وعينت عيسى بن علي آل خليفة البالغ من العمر 21 سنة حاكم للبحرين. في السنوات اللاحقة سيطرت بريطانيا على اتصالات عيسى مع القوى الأجنبية خاصة مع العثمانيين الذين لديهم مطالبات على البحرين وقطر. تزايد النفوذ العثماني في المنطقة يهدد الوضع القائم في البحرين ودفع العقيد روس المقيم السياسي البريطاني في الخليج العربي للتوقيع على معاهدة جديدة مع البحرين في 22 ديسمبر 1880. حظرت المعاهدة حاكم البحرين من المفاوضات وتوقيع المعاهدات أو قبول أي شكل من أشكال التمثيل الدبلوماسي مع قوى أجنبية دون موافقة بريطانيا باستثناء «المراسلات الودية العرفية.. ذات الأهمية الثانوية». ولم تشر المعاهدة إلى استقلال البحرين. نص المعاهدة كانت كما يلي: «أنا عيسى بن علي آل خليفة حاكم البحرين ألزم نفسي وخلفائي في حكومة البحرين إلى الحكومة البريطانية إلى الامتناع عن الدخول في مفاوضات أو التوقيع على أي معاهدات من أي نوع مع أي دولة أو حكومة أخرى من دون موافقة الحكومة البريطانية ورفض السماح لأية حكومة أخرى لإنشاء علاقات دبلوماسية إلا بموافقة الحكومة البريطانية وهذا لا ينطبق على المراسلات الودية التقليدية مع السلطات المحلية للدول المجاورة عن الأعمال التجارية ذات الأهمية الثانوية».

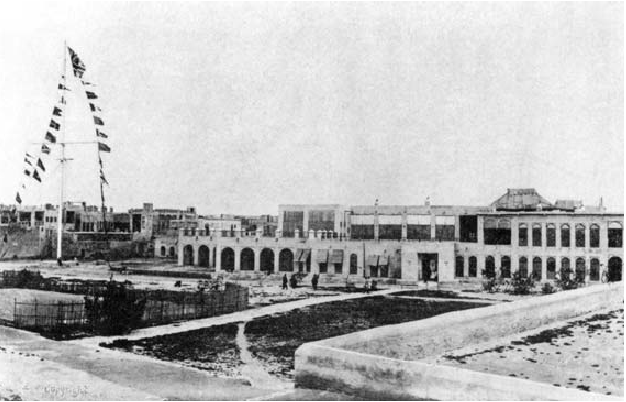
مقر المقيم السياسي البريطاني في الخليج العربي في بوشهر في عام 1902.

خوفا من تزايد النشاط العثماني والنفوذ الفرنسي في المنطقة وقعت بريطانيا معاهدة جديدة مع البحرين في عام 1892 الأمر الذي زاد من اقتصار العلاقات الخارجية للحاكم من خلال حظر التخلص من الأراضي إلى أي قوة أجنبية أخرى من بريطانيا. كما أنه يحظر أيضا الاتصالات الطفيفة المعفاة بموجب معاهدة 1880. معاهدتي 1880 و1892 حولتا بشكل فعال البحرين إلى محمية بريطانية وإعطاء السيطرة البريطانية على الدفاع والعلاقات الخارجية. كان الحاكم أيضا يقبل «النصيحة» البريطانية فيما يتعلق بالمسائل الداخلية. خلال هذه الفترة كانت البحرين مركز العمليات التجارية البريطانية في المنطقة. فيما بين عامي 1829 و 1904 عين المقيم السياسي مساعد له في البحرين. كانت الوظيفة مقصورة على المواطنين المحليين حتى عام 1900 عندما تم تعيين بريطاني من أجل استيعاب الزيادة في التجارة البريطانية وجذب الشركات البريطانية. كان البريطانيون يهتمون أساسا بمصالحهم التجارية ودفع القليل من الاهتمام بالشؤون الداخلية. ينسب إلى بريطانيا الاستقرار والنمو الذي شهدته البحرين في النصف الأخير من القرن 19.

### التركيبة السكانية
وفقا للوريمر في بداية القرن 20 أي في عام 1905 فإنه قدر عدد سكان البحرين بمائة ألف شخص. شكل المسلمين الغالبية العظمى بنسبة 99٪. قدر المسلمون السنة منهم الذي كانوا يعيش معظمهم في المدن نسبة 60٪ من السكان في حين قدر المسلمون الشيعة الذين كانوا يعيش معظمهم في القرى بنسبة 40٪. الصحفي البحريني عباس المرشد ذكر أنه في حين كان تقدير لوريمر أدق خلال هذه الفترة فإنه يعاني من عيبين اثنين. كان الأول أنه أحصى عدد المنازل والاكواخ واعتبر وجود 5 أشخاص تقديريا في حين أن المناطق الريفية كانت منازلها تحتوي على أفراد أكثر بسبب الانتشار واسع النطاق للأسر الممتدة. العيب الثاني من وجهة نظر المرشد هو أن التقدير الطائفي المشار إليه لا يشمل البحرينيين فقط. ذكر المرشد تقديرين اثنين آخرين وهما الأول لخيري الذي يقدر أن نسبة تشكيلة سكان البحرين هي 70% شيعة و30% سنة حيث أن تقديرات لوريمر لجزيرة المحرق مفقودة حيث فيها 60% شيعة و40% سنة والثاني كان تقدير الوكيل السياسي البريطاني في عام 1922 الذي قدر عدد سكان البحرين بـ 150 ألف نسمة وذكر أن الشيعة شكلوا الأغلبية. في إحدى التماسات عام 1923 قدر زعماء البحارنة عدد الشيعة بستين ألف. وفقا لتعداد عام 1941 الذي كان الأول من نوعه في تاريخ البحرين فقد شكل الشيعة 52٪ من السكان بينما شكل السنة 48٪. وجد الإحصاء أن عدد سكان البحرين في ذلك الوقت يبلغ حوالي 90 ألف نسمة. بلغ عدد سكان المنامة 28 ألف والمحرق 21500 نسمة. قال مهدي التاجر أن التعداد الأخير لا يمكن الاعتماد عليه لأن العديد من سكان المناطق الريفية البحرانية امتنعوا عن تسجيل أسمائهم. أكبر مدينة هي المنامة ويبلغ عدد سكانها 25 ألف نسمة (60٪ من الشيعة و 40٪ من السنة بينما يعيش فيها حوالي 7500 أجنبي حسب الجنسيات التالية: 2300 أفريقي و1550 فارسي و1000 حساوي و500 نجدي و500 قطيفي و250 عراقي و190 هندي و150 كويتي و50 يهودي و6 أمريكان و4 أوروبيين بالإضافة إلى وجود ألف عربي من مختلف الجنسيات. كان يبلغ عدد سكان المحرق 20 ألف نسمة حيث كان عدد البحرينيون منهم 17250 (5٪ شيعة و 95٪ سنة) في حين أن الباقي من الأجانب. كان غالبية سكان القرى من الشيعة. كان السنة يتألفون من عائلة آل خليفة وحلفائهم القبليين والذين هاجروا إلى البحرين في أواخر القرن الثامن عشر والهولة الذين شكلوا الجزء الأكبر من هذا المكون. الهولة من أصول عربية وأسلافهم رحلوا من شبه الجزيرة العربية إلى الجانب الشرقي من الخليج العربي قبل أن يعودوا إلى السواحل العربية. يشار إليهم باسم «الفرس السنة» في الوثائق البريطانية. على الرغم من كونهم كثر إلا أن الهولة غير مأثرين سياسيا بسبب أن التجارة تعتبر الأكثر أهمية. بينما كان معظم الشيعة يتألفون من البحارنة وهم كانوا أقدم مجموعة سكانية عاشت في الجزيرة. كان البحارنة أيضا يشكلون أكبر مجتمع يليهم الهولة. يعتقد البحارنة أنهم من نسل قبيلة عبد القيس الذين عاشوا في البحرين منذ القرن الثاني الهجري. أشار أحد المسؤولين البريطانيين لهم باسم «شعب البحرين». مثل الهولة فإن البحارنة غير مأثرين سياسيا. المجموعة الشيعية الأخرى هم العجم الذين يشكلون أقلية صغيرة.

### النظام السياسي

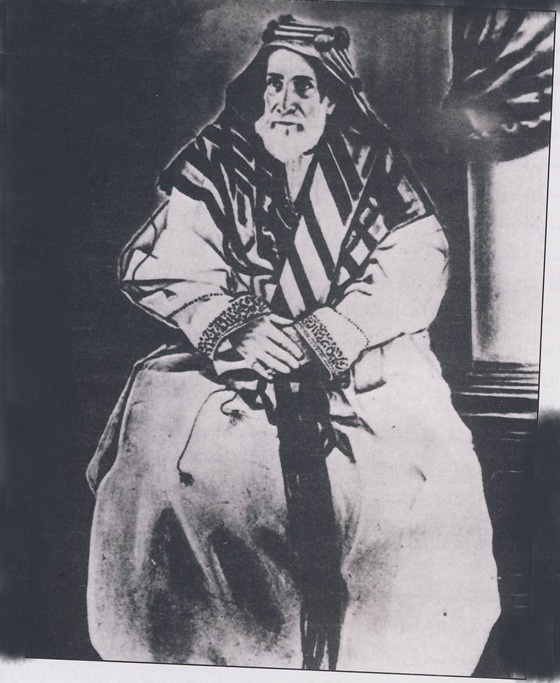
عيسى بن علي آل خليفة حاكم البحرين من 1869 إلى 1923.

عقب انتهاء الصراعات الداخلية والتهديدات الخارجية في عام 1869 استقر الحكم القبلي في البحرين. كلمة "قبيلة" لا تعني البدو الرحل. تحضرت جميع القبائل في البحرين (باستثناء قبيلتي النعيم والكعبان) حيث أن أسلوب حياتهم مختلف جدا عن البدو الرحل. بالإضافة إلى ذلك ذكر المقيم السياسي البريطاني أنه "لا توجد قبائل حقيقية جديرة بهذا الاسم في البحرين". بناء على هذا يفضل مهدي التاجر الإشارة إلى هذه الاتهامات بأنه "العنصر القبلي". وفقا للمؤرخ البحريني خيري فخلال العشرين السنة الأولى من حكم عيسى كانت سلطته مركزية. ومع ذلك في عام 1889 وبعد وفاة شقيقه أحمد بدأوا في توزيع السلطة. كان النظام يشبه "النظام الإقطاعي" ذلك بتقاسم السلطة مع الجماعات المختلفة التي كانت تعتمد على الموارد الاقتصادية. اشترك في السلطة عدة أشخاص من آل خليفة حيث أن عيسى لم يكن يستطيع السيطرة الكاملة على جميع الأعمال. بالإضافة إلى كونهم حكاما فإن آل خليفة كانوا ملاك أراضي. من ناحية استملكوا الأراضي بطريقة إقطاعية ومن ناحية أخرى جمعوا الضرائب على الأراضي الخاصة. تم تقسيم الأرض إلى عدة إقطاعيات التي كانت تدار من قبل أقارب الحاكم وكان كل منهم يتمتع بمستوى عال من الحكم الذاتي في داخلها تقريبا يصل إلى الحاكم نفسه. وصف خوري هؤلاء الحكام باسم "الحكومة" من دون مكاتب و"إدارة" دون بيروقراطية و"الدولة "دون موافقة شعبية أو قانون موحد أو إنصاف". أشار مسؤول بريطاني لهؤلاء الحكام بأنهم "طغاة صغار".
ضمن كل إقطاعية فإن حاكم السلطة كان يجبر الناس على العمل بنظام السخرة وجمع الضرائب وحل الادعاءات. كان يساعده في إجراء هذه المهام ثلاثة من الموظفين الإداريين الرئيسي وهم: الفداوية والكيخادية والوزراء. الفداوي هو الذراع العسكري للسلطة الذي كان يقوم بتنفيذ أوامر الحكام عبر الإكراه البدني. يقود الفداوية عدد من الأمراء الذين يتم تعيينهم من قبل الحاكم. الفداوية كانوا يتألفون من البلوش والعبيد الأفارقة والعرب السنة الذين لا يتبعون أي قبيلة.
كان الفداوية يجمعون الضرائب والإيجارات والجزيات من المدن وكانوا مسؤولين عن إلقاء القبض على الذكور البالغين لأغراض العمل القسري وكانت لهم صلاحيات الاعتقال والاستجواب والمعاقبة. كانت طريقتهم تعسفية بانفاذ القانون بأيديهم واستخدام العنف مصدرا للإرهاب في جميع أنحاء البحرين وخاصة على البحارنة. في عقد 1920 اشتكى العديد منهم على الفداوية. أما الموظفان الآخران وهما الكيخدائي والوزراء فهم موكلون بجباية الضرائب في القرى وتوكيل تأجير حدائق النخيل على التوالي. ينتمون إلى البحارنة الأثرياء والذين لديهم مكانة رائدة في المجتمع ولكن في القرى التي تخضع للضريبة بشكل كبير كانوا يكرهون على الهرب إلى المنامة عقب إصلاحات عقد 1920.

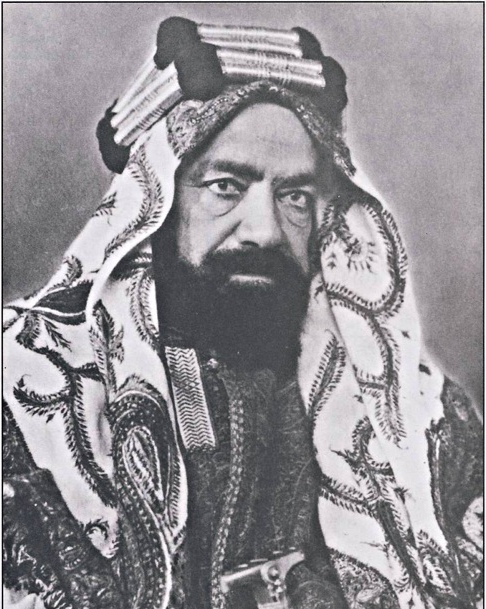
حمد بن عيسى بن علي آل خليفة ولي العهد والابن الأكبر لعيسى.

تميز الحاكم عيسى عن غيره من آل خليفة بالحصول على كمية أكبر من الموارد التي يسيطرون عليها. كانت لديه مدينتي المحرق والمنامة وكذلك العديد من الإقطاعيات تحت سيطرته وحمل سلطات مطلقة وكان يوصف ب«المستبد» الذي «يمكن أن يأمر بالعقاب الجماعي لقرية» خاصة إذا كان شيعيا. أعطى بانتظام قرى بعيدة بأكملها كهدايا إلى أفراد من آل خليفة. كان يحكم من من المحرق باستثناء أشهر الصيف عندما كانت يقيم في المنامة. كان المصدر الرئيسي للدخل من الجمارك. تشمل المصادر الأخرى للدخل الضرائب الزراعية والضرائب على الميراث. كان يسيطر على الأسواق والموانئ ويتعامل مع جميع الإيرادات العامة كأرباح خاصة. أنفق الكثير من العائدات على حاشيته والقليل جدا أو لا شيء على الإطلاق على البنية التحتية وعندما يقوم بذلك فإنه يعتبره عمل من الأعمال الخيرية. تقدر بريطانيا نفقات عيسى في 1905 بحوالي 300 ألف روبية التي ينفقها على النحو التالي: 33٪ مصاريف شخصية (بما في ذلك رواتب الفداوية) و 33٪ مخصصات أفراد آل خليفة و19٪ «إعانات وهدايا للبدو» و10% مصروفات خاصة و5% ميزانية الحكومة.
كان ولي العهد والابن الأكبر لعيسى هو حمد الذي عين في هذا المنصب في عام 1896. ومع ذلك كان الابن الأصغر وهو عبد الله هو «الوكيل الموثوق به» من قبل عيسى. خالد الشقيق الأصغر لعيسى كان محافظ الرفاع. كما كان يسيطر على جزيرتي سترة والنبيه صالح وكان يعتمد دخله على الضريبة المفروضة حصرا على البحارنة. كان خالد إقطاعيا مستقلا. كانت الوظائف ذات الصلة بالسلطة حصرية لأهل السنة في حين اقتصرت الوظائف المتعلقة بالسوق على البحارنة والأجانب.

### الاقتصاد
الموارد الاقتصادية الرئيسية في ذلك الوقت كانت الغوص بحثا عن اللؤلؤ وصيد الأسماك وزراعة النخيل من قبل المجالس القبلية مع مجلس عيسى الأكثر تأثيرا. كان معظم أصحاب أفخاخ الصيد ومزارعي النخيل من البحارنة الذين كانوا يشكلون الطبقة الأدنى. لقد كانوا الفئة الوحيدة الذين يقومون بدفع عدة ضرائب بما في ذلك ولكن ليس على سبيل الحصر: ضريبة الرؤوس المفروضة على الذكور البحارنة وضريبة المياه وضريبة الأسماك وضريبة محرم. هذه الضرائب لا تفرض على كل البحارنة بل توجد فئتين يشملهما الإعفاء وهما: أولئك الذين يعملون في مزارع آل خليفة التي يسيطرون عليها بشكل مباشر وأولئك الذين يقدمون الخدمات لآل خليفة. كثير من سكان سترة وعالي ينتمون إلى الفئتين المذكورتين بينما سكان قريتي الدراز وبني جمرة فإنهم يخضعون للضريبة بشكل كبير لأنهم «يقدمون خدمات قليلة». معظم الأراضي ملك من قبل أفراد من عائلة آل خليفة والبحارنة المزارعين يقومون باستئجارها. ذكر مسؤول بريطاني أن 67% من المزارع مملوكة من قبل آل خليفة وأغلبهم استملكوها في عهد عيسى. كما أشار إلى أنه ليس هناك سوى أقلية صغيرة منهم حصلت على ملكية المزارع بالوسائل القانونية. قال عبد الهادي خلف أن «الاستيلاء على الأراضي الزراعية والثروة السمكية» وقع بعد عام 1870. سمح لبعض عائلات البحارنة الذين كانوا متحالفين مع آل خليفة بالحفاظ على أراضيهم ولكن كان مطلوبا منهم دفع ضريبة أراضي كبيرة. لم تسلم حتى هذه المجموعة الأخيرة من مصادرة عرضية للأراضي ل«أسباب غير وجيهة».
كانت زراعة النخيل المصدر الوحيد للعيش للعديد من الأسر البحارنة التي تركت دائما مع ما لا يزيد عن أساسيات البقاء على قيد الحياة وذلك لأن الإيجارات تعتمد على زيادة وانخفاض المحصول. أولئك الذين فشلوا في دفع الإيجارات كانوا يتعرضون "للطرد من منازلهم من دون محاكمة وفي بعض الحالات يتم ضربهم وسجنهم أيضا". كما كان يفرض عليهم رعاية ماشية الحكام وتوفير الغذاء لجميع أفراد آل خليفة الذين يمرون بهم. بالإضافة إلى ذلك فإنهم كانوا خاضعين لهجمات البدو وآل خليفة وكانت نسائهم يتعرضون للسخرية وكن عرضة للتحرش بهن. يمكن وصف حال البحارنة بأنه "أفضل قليلا من المعدمين". وصف المسؤولين البريطانيين الفلاحين البحارنة بأنهم في حال "مخز" و "تشبه حالتهم الهلوت أحد الأقنان بأسبارطة القديمة الذين يزرعون في أرض ويذهب انتائجها لغيرهم. كان البحارنة القرويون هم الذين يعانون بشكل رئيسي في حين أن أولئك الذين يعيشون في المنامة يعانون بشكل أقل والذين يعيشون في المحرق لا يعانون بتاتا. المعاناة التي يعاني منها البحارنة خلال هذه الفترة لا تزال موجودة في الفلكلور وقامت المعارضة بتذكير البحارنة في عقدي 1980 و1990. قال نادر كاظم أنه حتى عقد 2000 كلما ذكر أحدهم إن كان من المدينة أو القرية هذا الموضوع فإن رد الفعل سيكون بالقول: "مثل هذه المظالم التي تحدث اليوم".
من ناحية أخرى كان يسيطر على مهن الغوص بحثا عن اللؤلؤ رجال القبائل العربية السنية الذين كانت لهم عقاراتهم الخاصة ويتمتعون بمستوى عال من الاستقلالية وحرية العمل فيها ولم تخضع للضريبة المباشرة. القليل من البحارنة الذين كانوا يمتهنون هذه المهنة. وفقا لخوري فإن ضريبة الغوص بحثا عن اللؤلؤ تخضع بشكل غير مباشر عن طريق الصادرات التي كانت متغيرة على عكس ضريبة الاستيراد الثابتة 5٪. ولكن مهدي التاجر ذكر أنه لا توجد أي ضريبة تصدير ولكن ضريبة قيمية من 10% على صيد اللؤلؤ الذي يستحق 10 آلاف روبية أو أكثر. قال خوري أن سيطرة آل خليفة المشددة على البحارنة وتدابير الاسترخاء مع السنة لم يكن بسبب التمييز الطائفي بل لأسباب اقتصادية. أيد لوير التصريح موضحا أن «حيازة الأراضي مربحة فقط لآل خليفة طالما تم ربط مزارعينهم بالضرائب ورسوم الإيجار. من ناحية أخرى فإن القبائل السنية التي تمتهن صيد اللؤلؤ لم تمنح أقصى حرية تنظيم لأنه من شأنه أن يرحلوا إلى مراكز الغوص على اللؤلؤ الأخرى في قطر أو دبي مما سيسبب انخفاض لعائدات الضرائب». سوسن الشاعر ومحمد جاسم قارنا اضطهاد البحارنة باضطهاد الغواصين وبأن كلا منهما يعتبر نوع من أنواع الصراع الطبقي وليس بدافع الطائفية وأن هذه الأفعال الرهيبة المشتركة موجودة في بلدان أخرى. ومع ذلك ذكر هاشم أن هذه السياسات كانت بدافع الطائفية. كتب أيضا أن البحارنة هم «العمود الفقري للقوى العاملة في صناعة اللؤلؤ». أقوى قبيلة عربية سنية في ذلك الوقت كانوا الدواسر الذين كانوا يعيشون في البديع والزلاق. كانوا أثرياء وأعدادهم كبيرة وثاني أقوى قوة محلية بعد آل خليفة. كان لديهم 400 عامل في حين أن العدد الإجمالي لعمال آل خليفة يبلغ 540. كان لديهم أسطول لصيد اللؤلؤ والعديد من الغواصين. كانوا متحالفين مع القبائل العربية الأخرى المقيمة في شرق شبه الجزيرة العربية. عندما هاجر الدواسر إلى البحرين من وسط الجزيرة العربية في عام 1845 فإنهم طردوا البحارنة من العيش في الجانب الغربي الشمالي من الجزيرة. في السنوات التي سبقت الإصلاحات الإدارية فقد توقفوا عن دفع ضريبة الغوص التي كانت «صغيرة». عيسى «كان عصبيا جدا من تدخل ابن سعود في الإصرار على دفعها». تشارلز بلغريف وصفهم بأنهم «رجال بمظهر جيد طوال القامة ووسماء ومتغطرسين يقومون بارهاب القرى في الأحياء». كانت مدينة الحد مركز مهم لصناعة الغوص بحثا عن اللؤلؤ. تمت السيطرة عليها من قبل آل خليفة.
مهنة الغوص بحثا عن اللؤلؤ مربحة جدا وتقوم بتوظيف جزء كبير من السكان (ما يصل إلى 70٪ من الذكور العاملين). زاد تصدير اللؤلؤ السنوي بنسبة 700٪ بين عامي 1873 و 1900 وقد كان دعامة الاقتصاد البحريني. كان قبطان قارب صيد اللؤلؤ المعروف محليا باسم النوخذة من قبيلة عربية بينما كان الطاقم في الغالب من غير البحرينيين ويتكونون أساسا من الفرس والبلوش والأفارقة والعمانيين وعرب الساحل. الطاقم كان عليه تحمل العمل الشاق والمخاطر لم يكن يحصل سوى على جزء صغير من حصة الصيد في حين يحصل التجار والنوخذة على أغلب الحصة. تقام محكمة خاصة والمعروفة محليا باسم السالفة في المسائل المتعلقة بصيد اللؤلؤ.
يتولى دوما رئاسة السالفة قاض من قبيلة عربية الذي يكون منحازا لصالح التجار والنوخذة الذين كانوا أيضا من قبيلة عربية. في بداية ونهاية كل موسم الغوص يقوم النوخذة بإعطاء القروض لأفراد الطاقم. كانت هذه القروض مهمة جدا لعائلة الغواص أثناء وبعد موسم الغوص. كانت فوائد القروض عالية جدا وتزيد مع صيد اللؤلؤ وبالتالي فإن الطاقم يكونون دوما غارقين في الديون لصالح النوخذة. بسبب الديون فإنها تورث من الآباء إلى الأبناء والإخوة ومعظم الغواصين (حوالي 90%) كانوا غارقين في هذا النظام. وصف هذا النظام من قبل مسؤول بريطاني بأنه "شكل من أشكال العبودية". وصفه آخر بأنه "عبودية وقمع" و"مثل العبودية" خاصة لكبار السن الذين اضطروا إلى العمل على الرغم من الانهاك الجسدي الذي يتعرضون له. كانت الديون دائما تطغي على أرباح الغواصين. بالإضافة إلى ذلك كان النوخذة يفرض رسوم مبالغ فيها على الغواصين مقابل الأغذية خلال موسم الغوص وغالبا ما يباع اللؤلؤ بسعر أعلى من اتفاقه مع الغواصين. يتولى النوخذة منصبي القاضي والجلاد على القارب. أعطى أحد المؤلفين الوصف التالي لصناعة اللؤلؤ: "من المعروف أن الغواص يعامل كعبد لبقية حياته. ربما من الأسهل على العبيد السود على ساحل القراصنة [الخليج العربي] الهروب عن استعادة الغواص البحريني حريته. طالما هو مديون فإنه لا يستطيع تغيير صاحب العمل بغض النظر عن مدى سوء معاملته ولا يمكنه مغادرة المدينة باستثناء إذا تعهد بالعودة قبل أن يبدأ موسم الغوص كما أنه غير قادر على تسديد دينه لأنه لا يعرف القراءة أو الكتابة ونتيجة لذلك فليس هناك شاهد على المعاملات التي تجري بين النوخذة والغواص نفسه حيث عند اقتراض الغواص لأرز فإن النوخذة يقوم بتدوين ضعف قيمة الأرز السوقية. النتيجة أن الغواصين لا يتخلصون من ديونهم ونسبة من يتمكن من ذلك لا تتجاوز الواحد في الألف منهم. في سبع سنوات من الإقامة في البحرين لم يسبق لي أن التقيت بغواص سدد جميع ديونه. في عام 1913 ذهب العديد من الغواصين إلى البحر من دون نوخذة. هذا الأخير خاصة أولئك الذين ينتمون إلى قبيلة الدواسر اشتكوا إلى عيسى الذي أرسل أوامر إلى الغواصين بالعودة على الفور.
كان التجار ذوي نفوذ ولعب أهل النخبة دورا هاما في استدامة النظام القبلي. كانت سلطتهم المالية في كثير من الأحيان متفوقة حتى على سلطة الحاكم. كان التجار القبليون الذي احتكروا صناعة اللؤلؤ في قمة الهرم بينما كان التجار البحارنة في أدناه. عمل التجار الآخرون كوسطاء في تجارة اللؤلؤ وكانوا يعرفون باسم الطواويش (مفردها طواش). كانوا عرضة «للطرد التعسفي والابتزاز» كما يتبين من حالة أحمد بن خميس. كان أحمد بن خميس تاجر بحراني بارز. في عام 1909 حقق ربح من بيع اللؤلؤ بلغ 44 ألف روبية. طلب منه عيسى دفع 10 آلاف روبية ضريبة ولكن خميس رفض. اعتقل ولم يفرج عنه إلا بعدما وافق على دفع 6 آلاف روبية. تورط خميس أيضا في حادثتين اثنتين مع عبد الله. في عام 1917 أمر عبد الله بتقييده لمدة ثلاثة أيام في «شمس الصيف الحارقة بدون ماء أو طعام» لرفضه منحه 6 آلاف روبية. أفرج عنه بعدما قرر أصدقائه دفع المال عنه. في سبتمبر 1920 حسب ما ذكره المعتمد السياسي ديكسون أن خميس لجأ للوكالة بعد أن أمر عبد الله بالقبض عليه مرة أخرى. كان السبب وراء هذا الحادث أن خميس اشترى اللؤلؤ الثمين من البر الرئيسي وعبد الله يريد فرض الضرائب على ذلك. رفض خميس دفع الضرائب لأنه وفقا له لا تنطبق إلا على اللؤلؤ الذي يتم صيده في البحرين. اتفق مع خميس العديد من التجار الآخرين من خلفيات مختلفة بالإجماع لكن عبد الله رفض التخلي عما اعتبره حق «جميع أبناء الشيوخ» على «الشيعة الملعونين». سعى خميس للحماية البريطانية وبعدها وافق عيسى على العفو عن خميس بعد تدخل الوكيل السياسي البريطاني. أشاد البحارنة بالنتيجة على أنها انتصار للعدالة. الصحافي البحريني منصور الجمري اعتبر خميس أول طالب للجوء سياسي في تاريخ البحرين. التجار الهولة لا يتمتعون بنفس امتيازات تجار القبائل الذين كانت لديهم شبكات قوية تعززت عن طريق وصلات إلى الوكالة البريطانية. كان التجار النخبة مثل يوسف كانو ويوسف فخرو معفيين من ضريبة الاستيراد والتصدير من قبل عيسى على الرغم من كمية السلع الكبيرة التي يتعاملون معها.

### القضاء
بالإضافة إلى السالفة تم إنشاء محكمة أخرى غير رسمية المعروفة باسم المجلس العرفي الذي كان مهمته فض المنازعات التجارية. عين عيسى أعضاء في كلا المحكمتين. تم التعامل مع القضايا الجنائية والمدنية مع من قبل المجالس القبلية التي يسيطر عليها آل خليفة حيث تم تطبيق القانون العرفي. تم التعامل مع المسائل الدينية من قبل المحاكم الدينية التي تطبق الشريعة الإسلامية المستمدة من القرآن والحديث. جاسم المهزع المعين من قبل عيسى كان الفقيه الوحيد الذي يخدم المجتمع السني. كانت المحاكم الشيعية من ناحية أخرى عديدة ومستقلة عن الحاكم. كان لفقهاء الشيعة السلطة الاجتماعية الهائلة وسيطروا على العديد من امتيازات الوقف الشيعي ويمثلون بديلا للحكومة كما كان أتباعهم يعتبرونهم السلطة «الشرعية». كان عدد قليل من التجار الأوروبيين تحت الولاية القضائية البريطانية. في بعض النقاط تمتد سلطة المقيم البريطاني القضائية على البحرينيين أيضا ولكن هذا أمر نادر قبل عام 1904.

## زيادة الحماية البريطانية
في عام 1903 زار سكرتير الدولة للشئون الخارجية جورج كرزون البحرين وسلط الضوء على الحاجة إلى إصلاح الجمارك الذي كان في حالة من الفوضى من خلال تعيين مدير بريطاني. تم تشغيل الجمارك من قبل شركة هندية وكانت الحسابات باللغة السندية. طلب كبار التجار دفع رسوم رمزية في حين يدفع صغار التجار رسوم كبيرة. يعتقد مسؤول بريطاني أن الجمارك كان غير منظم لدرجة أنه يمكن مقارنته مع الاسطبلات القذرة. كانت وجهة النظر البريطانية أن تعيين مدير بريطاني سيكون «أفضل وسيلة لتنظيم الجمارك» ولكن أيضا وسيلة لتعزيز السيطرة البريطانية على البحرين دون الحكم المباشر والذي كان سيثير الفرس والعثمانيين. يمكن أن يساعدهم أيضا في الحد من تجارة الأسلحة والعبيد. الحاكم عيسى قاوم ما اعتبره تدخل بعد ما قاله كرزون عن مطالبهم. قدمت الشكاوى حول الجمارك في وقت مبكر من عام 1885 وبقي الموضوع مألوف للمسؤولين البريطانيين حتى تم تنفيذ الإصلاحات الإدارية في عقد 1920. طوال هذه الفترة قاوم عيسى السيطرة البريطانية على الجمارك من أجل إبقاء الجمارك مستقل ماليا. في عام 1904 تمت ترقية المساعد البريطاني إلى منصب المعتمد السياسي البريطاني.

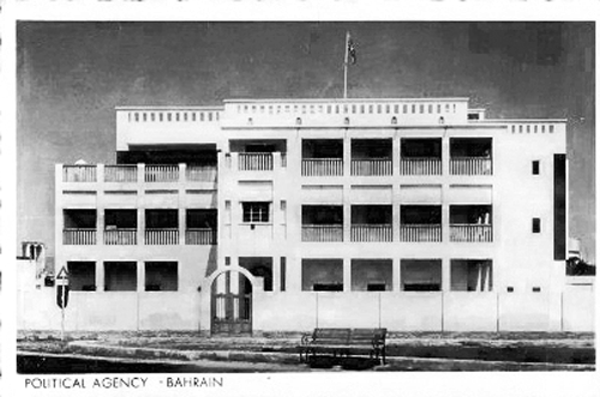
الوكالة السياسية البريطانية حوالي عام 1900

في 29 سبتمبر هاجم أتباع علي بن أحمد آل خليفة ابن شقيق عيسى كتبة يعملون لحساب شركة تجارية ألمانية. علي بنفسه هاجم التاجر الألماني نفسه. في 14 نوفمبر هاجم أتباعه عدة فرس وأصابوهم بجروح. طلب الوكيل السياسي من عيسى معاقبة المعتدين وتعويض الضحايا لكنه رفض. بعد أن فشلوا في الحصول على العدالة في البحرين أحال الأطراف الضحايا قضاياهم إلى المجلس الألماني في بوشهر والأمين الفارسي للشؤون الخارجية على التوالي.
خوفا من أن هذه الحوادث ستسمح للقوى الأجنبية إلى «فرصة مهاجمة النظام البريطاني» قام الرائد بيرسي كوكس المقيم السياسي القائم بأعمال في الخليج العربي بزيارة البحرين في أسطول بحري في 30 نوفمبر. بالإضافة إلى كونه المقيم السياسي فيما بين 1905 و 1913 فقد تم تعيين كوكس أيضا المفوض السامي لبلاد ما بين النهرين ووزير خارجية الهند ووزير إلى بلاد فارس. وافق عيسى على معاقبة من يقفون وراء الهجوم على الشركة الألمانية ولكن ليس هؤلاء الذين هاجموا الفرس. بعد مشاورات مع السلطات البريطانية العليا عاد كوكس إلى البحرين في عرض كبير للقوة في 23 فبراير 1905. أصدر كوكس إنذارا ينتهي في 25 فبراير. طالب كوكس بترحيل علي وتعويض الفرس وحظر العمل القسري للأجانب والتمسك بنصائح المعتمد السياسي البريطاني. هدد كوكس بإطلاق النار على المنامة إذا عيسى لم يمتثل للأوامر.
وافق عيسى على مطالب كوكس في 26 فبراير بعد أن أطلق بضع طلقات فارغة على المنامة. على الرغم من أن عيسى قدم مطالبه لكوكس في عام 1905 إلا أنه اعترف بهذه المطالب رسميا في عام 1909. حذر علي سرا بأن أمر اعتقاله لا مفر منه. عندما اكتشف هروب علي قام كوكس بأخذ ولي العهد حمد رهينة وفرض الإقامة الجبرية على عيسى ومصادرة ممتلكات علي. ثم اعتقل قاضي السنة صاحب النفوذ الكبير جاسم المهزع. بعد ثلاثة أيام أبدى كوكس رضاه بسبب استسلام الناس للبريطانيين. كتب ليتلفيلد أنه «تم إبلاغه بأن هذا الحادث ترك انطباعا عميقا على الناس». أفرج عن سراح حمد والمهزع وفك قيد الإقامة الجبرية عن عيسى. سلم علي نفسه في يوليو وتم ترحيله إلى بومباي في سبتمبر.
في يناير 1906 مدد كوكس اختصاص الوكيل السياسي البريطاني إلى الفرس عندما قضى بأن الفارسي الذين تم القبض عليه يقوم بسرقة سفينة بريطانية وآوى إلى البحرين قد وقع تحت الولاية القضائية البريطانية. في أبريل تم تمديد اختصاصه ليشمل اليهود والمسيحيين الأصليين بعد أن اشتكت المجموعة السابقة من المضايقات بسبب الضرائب التي فرضها عيسى. وفقا لأحد المسئولين البريطانيين فإن كل هذه الصلاحيات القضائية كانت «غير قانونية».
لم تدرك الآثار الكاملة لهذه الإجراءات في البداية. بسبب وضع جميع «الأجانب» تحت الولاية القضائية البريطانية فقد تم إنشاء نظام السلطة المزدوجة الذي يتعارض في كثير من الأحيان مع محاكم الحاكم. خلال ذلك الوقت كان هناك عدد متزايد من الأجانب بسبب طفرة بيع اللؤلؤ الذي كان يحقق الاستقرار. في الوقت نفسه فإن مصطلح «أجنبي» يفتقر إلى تعريف دقيق. كان كل من عيسى والبريطانيين يدعون اختصاصهم في العرب غير البحرينيين والبحارنة. قبل عام 1911 كان جميع الأجانب بما في ذلك العرب غير البحرينيين تحت الولاية القضائية البريطانية. دوافع عيسى كانت سياسية وكذلك مالية من أجل تحصيل 10٪ من إيراداتهم. رد فعل عيسى لهذا التغيير هو تأجيل أي إصلاح للجمارك الذي وصفه بأنه «تجارة بريطانيا العزيزة».
حاول البريطانيون استغلال هذا الجو لصالحهم. وضع الكابتن بريدو الوكيل السياسي المعين حديثا خطط لإجراء إصلاحات إدارية. خلافا لمسؤولين بريطانيين آخرين فإن بريدو لم يقترح تغييرات في الجمارك أو السلطة الداخلية لآل خليفة. اقترح بدلا من ذلك أن تتركز الإصلاحات على «إنهاء الاستبداد المحلي» في شكل العمل القسري والفساد القضائي والمالي. كانت مقترحاته هي التي أسست مجلس الدولة حسبما ذكر في وثيقة صادرة في عام 1913 عن الوضع القانوني لبريطانيا في البحرين. في البداية تم رفض هذه الخطط من قبل كوكس الذي كان يعتقد أنه سابق لأوانه. يعتقد مسؤولون بريطانيون انه بحلول عام 1908 سيضطر عيسى لقبول الإصلاحات في الجمارك بسبب انقضاء عقود التجار الهنود. ومع ذلك في يناير 1908 ارتفعت الإيرادات الجمركية عندما عين عيسى مسؤولين محليين.

## مجلس حكم البحرين والحرب العالمية الأولى
قبل أواخر عام 1907 لم تعلن بريطانيا علنا أن البحرين محمية وبدلا من ذلك تعتبرها تحت حمايتها. رفضت وزارة الخارجية استخدام «شروط صارمة» لتحديد وضع البحرين. لكن في المراسلات الخاصة بين المسؤولين البريطانيين فإن مصطلح «الحماية» غالبا ما يستخدم منذ عقد 1890. أحد الاستخدامات الأولى لتواريخ الفصول حتى نوفمبر 1892. في عام 1898 ذكر المقيم السياسي البريطاني أن «حالة البحرين نحو الحكومة البريطانية في الهند تتطابق مع الدول الأصلية المحمية من الهند». في 14 نوفمبر 1907 طلبت الحكومة البريطانية من الهند إصدار أمر بتشكيل مجلس حكم البحرين في ضوء اختصاص بريطانيا المتزايد بشأن الأجانب. ارتفاع المصالح الخارجية والتجارة في المنطقة ولا سيما الألمان كان دافع مهم آخر. بناء على هذا الطلب اعترفت حكومة الهند بأن معاهدة عام 1880 قد حولت البحرين إلى «محمية نوعا ما».
في فبراير 1908 شككت وزارة الخارجية إذا كان يمكن أن تتم الإصلاحات الإدارية على طول مع الإقرار رسميا بزيادة اختصاص البريطانيين على البحرين وذلك أن هذا الأخير قد لا يثير أي ردود فعل عدائية من قوى أجنبية أخرى. في شهر مارس تم تشكيل لجنة برئاسة جون مورلي وزير الدولة لشؤون الهند. خلصت اللجنة في تقريرها النهائي أن البحرين كانت في الواقع «محمية بريطانية مرئية» ولكن لم ترى من المناسب إعلان ذلك علنا وأنه ينبغي ينشأ مجلسي الحكم بموافقة خطية من عيسى حول الوضع الجديد لاختصاص بريطانيا على الأجانب. تمت الموافقة على التقرير في فبراير 1909 ووبالإضافة إلى توصياتها فقد كلفت حكومة الهند في مايو بإعداد مشروع مشترك عن المجلس. تم تأمين موافقة عيسى في يوليو ولكن لأسباب مختلفة لم يقدم المشروع إلا في يونيو 1911. مفاوضات أخرى بين عيسى والعثمانيين أخرت الموافقة على قرار إنشاء المجلس حتى 12 أغسطس 1913.
نشرت صحيفة لندن غازيت عن تأسيس مجلس حكم البحرين في 15 أغسطس. كانت الصحيفة قد نشرت هذا الخبر في هذا الوقت عن طريق الخطأ بينما نشرتها فقط في الهند في فبراير 1915. هذا ما دفع إلى زيادة الانتقادات للسلطات البريطانية في الخليج العربي الذي أراد أن يؤخره بسبب المخاوف من ردود الفعل السلبية من العثمانيين. بالإضافة إلى ذلك فإن عيسى لا يزال يقاوم اختصاص البريطانيين على غير البحرينيين. قدم الغطاء القانوني للولاية القضائية البريطانية على الأجانب. تم تقليل صلاحيات الحاكم ومنح الوكيل السياسي جميع الاختصاصات بما في ذلك المحاكم الدينية. قال جون مارلو أن هذا قد ساوى بين مكانة البحرين كمستعمرة بريطانية والقوة المقيم السياسي البريطاني إلى حاكم المستعمرة. كتب ليتلفيلد أن البحرين أصبحت فعليا وليس اسميا مستعمرة بريطانية وأنه قد أثار المشاعر المعادية لبريطانيا. تم إنشاء ستة محاكم وهي: رئيس المحكمة للمسلمين والمحكمة الجزئية للأجانب والمحكمة المشتركة للبحرينيين ضد الأجانب والمجلس العرفي فقط عندما يوافق جميع الأطراف المتنازعة للجوء إليه ومحكمة السالفة لمنازعات مهنة الغوص بحثا عن اللؤلؤ ومحكمة كازي للقضايا المحولة من المحاكم الأخرى. كان القانون الواجب التطبيق هو القانون الهندي مع بعض التعديلات. ومع ذلك فقد تم تعليق المفاوضات مع العثمانيين مع اندلاع الحرب العالمية الأولى. وضع القرار حيز التنفيذ في فبراير 1919 معلنا عن بدء الإصلاحات الإدارية.

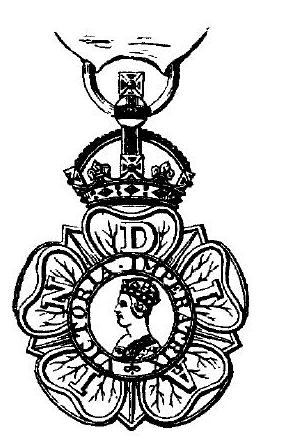
شارة للإمبراطورية الهندية.

قبل بضعة أشهر من الحرب منحت البحرين بريطانيا امتيازات نفطية حصرية. خلال الحرب فإن معظم البحرينيين لم يكونوا في صف قوات الحلفاء. يعتقد البريطانيون أن هذا الأمر يعود إلى عدم اهتمام بريطانيا للظلم الواقع على البحارنة ووقف الإصلاحات. كتب ليتلفيلد أنه منذ عام 1917 كان هناك موقف من سوء إدارة الحكم وسوء معاملة البحارنة. كانت هذه المشاعر المعادية لبريطانيا سبب آخر لتأخير تنفيذ إنشاء مجلس الحكم حتى بعد الحرب. من ناحية أخرى كان عيسى وعائلته وخاصة ابنه الأصغر عبد الله موالين لبريطانيا باستثناء محاولة واحدة من قبل عيسى في الاتصال بالعثمانيين. أعطي عيسى وسامي كومبانيون وفارس من إمبراطورية الهند في عامي 1915 و 1919 على التوالي. عبد الله أيضا أعطي وسام كومبانيون في عام 1915.
كان الوضع في البحرين هادئا ولكن صعب جدا في نفس الوقت. انخفض دخل الجمارك بنسبة 80٪ وتوفي 5 آلاف شخص بسبب مرض الطاعون في المنامة والمحرق وهاجر الكثيرون غيرهم. أوشك الناس على «المجاعة» بسبب حظر الهند تصدير الأرز والزيادة اللاحقة في أسعار السلع الأساسية. قرر عيسى في عام 1917 الاقتراض من التجار وزيادة الضريبة الجمركية وانتزاع ملكيات البحارنة وهم الفئة الوحيدة الذين لا يتمتعون بالحماية البريطانية. في ذلك الوقت ردت بريطانيا على التهديدات الخارجية من الوهابيين والعثمانيين والفرس من خلال تشديد قبضتها على البحرين. كانت مطالب الأخيران قديمة على الجزيرة. بعد انتهاء الحرب شنت وسائل الإعلام الفارسية حملة تدعو إلى وقف السياسات القمعية ضد زملائهم الدينيين الشيعة. بحلول نهاية الحرب أصبح الخليج العربي «بحيرة بريطانية» بالحاق الهزيمة بجميع أعداء بريطانيا وبالتالي فرضت سيطرتها من دون منازع. هذا يمثل تحولا في السياسة البريطانية في البحرين نحو المزيد من التدخل في الشؤون الداخلية للجزيرة.

## الجدول الزمني للإصلاحات

### كابتن براي
تم تنفيذ الإصلاحات الإدارية في الفترة ما بين 1919 و 1927 بينما ذكر خلف أن الاصلاحات وقعت خلال الفترة من 1914 إلى 1932. في نوفمبر 1918 تم تعيين الكابتن براي وكيل سياسي في البحرين وأوعز إلى «السعي للحصول على تحسين مظهر الحكومة الداخلية من خلال الوسائل غير المباشرة والسلمية واكتساب ثقة عيسى». كان براي أول مسئول بريطاني يتعلم اللغة والثقافة وخصائص المجتمع العربي. هذا التغيير في السياسة البريطانية تتم مقاومته سابقا من قبل وزارة الخارجية وحكومة الهند الذين يفضلان «سياسة حذرة». في 27 يناير 1919 أبرقت وزارة الخارجية البريطانية لحكومة الهند أن مجلس حكم البحرين سينشأ في 3 فبراير. تم إخطار براي وشرع في إعلام عيسى في 1 فبراير. اعترف عيسى بأنه لم يأخذ رأيه بالإيجاب أو السلب عن إنشاء مجلس حكم البحرين على الرغم من إعطائه يومين للنظر في الموضوع. خلال هذان اليومان حصل براي على موافقة الفقيه السني الوحيد المهزع. في 3 فبراير أعلن براي للجمهور أن مجلس حكم البحرين دخل حيز التنفيذ.
كانت خطوة براي الأولى لتنفيذ مجلس حكم البحرين هو تعيين نصف أعضاء المجلس العرفي. في 2 أبريل أقال عيسى أحد أعضاء المجلس العرفي من دون التشاور مع براي. احتج الأخير ضد هذه الخطوة التي تعتبر خرقا لتطبيق مجلس حكم البحرين. لم يتم التوصل إلى حل وسط حيث اعتبر عيسى أن تععين أعضاء المجلس العرفي حق له كونه حاكما. نتيجة لذلك تم تعليق انعقاد جلسات المجلس العرفي إلى أجل غير مسمى. كتب براي أن كانت هناك تزايد للمشاعر المعادية لبريطانيا في البحرين لأسباب مختلفة. اقترح تشكيل حزب موالي لبريطانيا لمواجهتهم.
في مايو غادر براي إلى لندن. دعا عبد الله الابن الثاني لعيسى من زوجة أخرى لمرافقته كمكافأة لمساعدته أثناء الحرب العالمية الأولى وسعيا لمعرفة المزيد عن الإدارة الحديثة. لكن عبد الله استغل الفرصة لمراسلة البريد آرثر هيرتزل نائب وكيل وزارة خارجية الهند لدى وصوله إلى لندن في سبتمبر. طالب من بين أمور أخرى أن يتم استعادة اختصاصات والده قبل عام 1904. وقع المذكرة باسم: «عبد الله بن عيسى - الوريث». بالإضافة إلى ذلك لم يقم عبد الله بتسليم رسالة أخيه حمد إلى جورج الخامس ملك المملكة المتحدة. بعد عودته افتتح عبد الله مدرسة الهداية الخليفية التي تعتبر أول مدرسة حديثة في البحرين وعين المصري حافظ وهبة رئيسا.

### الرائد ديكسون

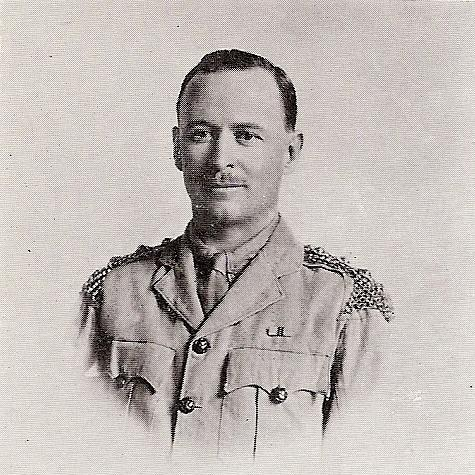
هارولد ديكسون

في نوفمبر تم تعيين الرائد هارولد ديكسون وكيل سياسي. سمحت له تحدثه اللغ العربية بطلاقة وزياراته إلى قراهم لإقامة علاقات قوية مع الفلاحين البحارنة الذين أخبروه عن مظالمهم. ديكسون شجعهم على الثورة على الإدارة القبلية ووعد بأن الطغيان سينتهي وأنه من شأنه أن يساعدهم. وصف البحارنة بأنهم «موالين لبريطانيا». قام بتعزيز التواصل بينه وبين الناس من خلال إقامة مجلس منتظم. صرح ديكسون أن «هيبة بريطانيا تعتمد على الخوف وليس الاحترام». في أحد تقاريره وصف الوضع السياسي بأنه «غير مرضي تماما» مع «المشاعر العميقة المعادية للبريطانيين». في نفس التقرير قال أن البحرينيين الأكثر تأثيرا منقسمين إلى قائمة المترددين والقائمة السوداء والمعارضة منقسمة إلى معارضة صادقة ومعارضة غير شريفة. في تقرير آخر سرد أن أكثر خمسة بحرينيين تأثيرا هم: عيسى وزوجته وحمد وعبد الله وجاسم الشيراوي. زوجة عيسى هي والدة عبد الله. وصف مسؤول بريطاني بأنها «إنسانة بارعة ولها التأثير الأكبر على عيسى. هذه السيدة لديها محكمة عادية وباستطاعتها سجن ومعاقبة من أرادت مع تجاهل تام لأبسط قوانين العدالة عربية حتى».
انزعج ديكسون من كلام عيسى المتكرر عن بيان الرئيس الأمريكي وودرو ويلسون عن مبادئه (أشار إلى أنه «أحاديث») على حق تقرير المصير واستقلال الدول الصغيرة. طلب ديكسون ذات مرة من سفينة حربية بريطانية أن ترسل من حين لآخر من أجل إثارة اعجاب عيسى و«الحفاظ على هيبة بريطانيا مدى الحياة من بين مجموعة من الناس الذين ينسون أن الإمبراطورية البريطانية موجودة وتهتم بمصلحة البحرين». كان عيسى أيضا معاديا لديكسون حيث أن القضاة الذين يقوم بتعيينه يتجنبون أي اتصال مع ديكسون ومنع الفداوية الأجانب من الاتصال بالوكالة مما يعيق تدفق المعلومات.
اتفق ديكسون مع عيسى على استئناف جلسات المجلس العرفي لمدة ستة أشهر لإعطاء الوقت لرد الحكومة البريطانية. عقد الاجتماع الأول في يناير 1920 بحضور عشرة أعضاء تم تعيين نصفهم من قبل عيسى والنصف الآخر من الفرس والهنود وقد عينهم ديكسون. كان محمد شريف أحد الأعضاء البارزين في المجموعة الأخرى الذي من شأنه أن يلعب دورا أكثر أهمية في وقت لاحق. أعطيت المحكمة الحكم على التجارة بما في ذلك صناعة اللؤلؤ وقد حلت محل محكمة السالفة القبلية في سنوات لاحقة.
في مايو أرسلت حكومة الهند الرد على رسالة عبد الله في وقت سابق برفض كل مطالبه إلا الولاية القضائية على العرب غير البحرينيين على شرط موافقة الحكام العرب الآخرين على ذلك. لم يدخر ديكسون أي وقت من الأوقات من أجل الاتصال بحكام السعودية وقطر بشأن هذه المسألة. بعد الحصول على ردودهما فقد رفض اعطاء الاختصاص للبحرين على رعاياهما وأعلن ديكسون في نوفمبر أن الرعايا الاجانب سيكونون تحت الحماية البريطانية. في وقت سابق من عام 1913 وافق عبد العزيز آل سعود على وضع رعاياه تحت ولاية عيسى. منذ ذلك الحين وحتى أبريل 1920 كانت مسألة الولاية القضائية على السعوديين نقطة خلاف بين عيسى والمعتمد السياسي حيث أن كلا منهما يدعي الولاية القضائية عليهم. قال الرميحي أن ديكسون أعلن أن جميع الرعايا الأجانب سيكونون تحت الحماية البريطانية بما في ذلك العرب غير البحرينيين. ذكر مهدي التاجر أن ديكسون حدد الجنسيات الأجنبية الذين يقعون تحت الحماية البريطانية ولكن عيسى حجب هذا الإعلان عن الجمهور.

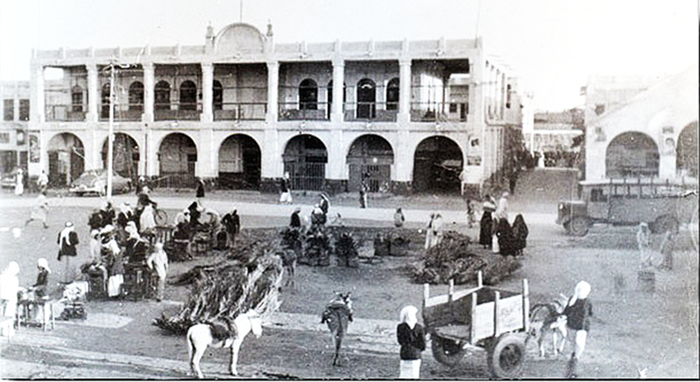
بلدية المنامة

قدم ديكسون مؤسستين حديثتين. المؤسسة الأولى هي المحكمة المشتركة في عام 1919 برئاسته وعبد الله والمعنية مع حالات الأجانب ضد البحرينيين. في 1 يوليو تم تشكيل المجلس البلدي (البلدية) في المنامة برئاسة عبد الله. تم تعيين نصف أعضائه البالغ عددهم ثمانية من قبل عيسى والنصف الآخر من قبل الوكيل السياسي وكلف ذلك مع المسؤوليات المدنية مثل «الصحة العامة والنقل والمرور والمياه والكهرباء». ألغيت مهنة الفداوية وحل محلها مجموعة صغيرة من حراس البلدية. شهدت الجلسة الافتتاحية للبلدية مظاهرة كبيرة ضد ذلك. كان ديكسون غير راضي عن أعمال البلدية واتهم عبد الله وسكرتيره الهندي باحتكار صنع القرار. قدم مجموعة جديدة من صنع القرار من خلال قوانين تصويت الأغلبية وعين نفسه بأنه عضو بحكم منصبه. كان مبرر ديكسون لهذا التدخل بأنه يريد التأكد من حضور الأعضاء وأدائهم وتزويدهم بالحبر والورق في حالة تغاضى عيسى عن فعل ذلك.
قام ديكسون بحماية بعض النساء البحرينيات بسبب قيام أفراد من قبيلة الدواسر القوية بإهانتهن وجرح كرامتهن. هذه السياسات أكسبت ديكسون عداوة الحاكم وابنه عبد الله والقبائل والسنة بشكل عام (المحافظين والمستنيرين). القبائل والسنة وقفوا جنبا إلى جنب مع الحاكم وابنه معبرين عن استيائهم من ديكسون بسبب تدخله في السلطة التقليدية المطلقة في حين كان دافعهم هو تطبيق الأخلاق المحلية والقومية. ترجمت هذه المعارضة إلى التماسات تم إرسالها إلى المكاتب البريطانية العليا وتم بذل جهود من أجل تعطيل هذه الإصلاحات. أعدت العرائض عن طريق حافظ وهبة وجاسم الشيراوي وعبد الوهاب الزياني في المقام الأول. من ناحية أخرى كان الأجانب والبحارنة داعمين للإصلاحات. رأى الفريق السابق الأمن تحت الحماية البريطانية وتمثل لهم الإصلاحات نظام منظم. في حين أن المجموعة الأخيرة كانت مظلومة منذ فترة طويلة من قبل آل خليفة وتم تحريكها من أجل الحرية.

### الرائد دالي

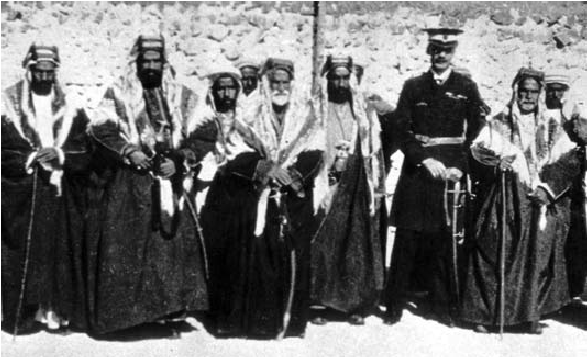
عيسى مع عائلته والمعتمد السياسي البريطاني الرائد دالي.

أعفي ديكسون عن العمل في نهاية عام 1920 مما أفرح خصومه لفترة قصيرة الذين اعتبروا أن سبب عزله يعود إلى الالتماس الذي رفعوه إلى البريطانيين بينما ذكر اللواء كلايف كيركباتريك دالي الذي جاء ليخلف ديكسون أن سبب عزله يعود لأسباب شخصية. فشل دالي في تنفيذ الإصلاحات الإدارية في العراق خلال ثورة العشرين. كتب أمين الريحاني أن دالي تم تخفيض رتبته من عقيد إلى رائد بسبب دوره في التمرد. تفيد التقارير أن دالي بواسطة الريحاني حرض على الثورة بعد فوزه على زعيم قبلي في محافظة الديوانية. قال مي آل خليفة البيان المذكور معتمدة على حسابات غيرترود بيل وعلي الوردي. ذكر الرميحي أن دالي كان المحافظ السياسي على الديوانية حيث بدأت الثورة. وصف دالي من قبل جون فيلبي بأنه «أحد أصعب الرجال» في العراق. نمت هذه السمعة كذلك في البحرين حتى عقد 1970 وأشار البحرينيين للأوامر غير القابلة للتفاضل إلى «مخطط دالي». اثنان آخران أيدا هذا القول في البحرين عن دالي. وصفه خوري بأنه «صعب بإصرار ولا هوادة فيه ولديه قوة تفكير». كتب مولي آيزارد في عام 1979 أن دالي كان«لا يزال يتذكر وما زال مكروه». قبل وصول دالي في يناير 1921 في منصب الوكيل السياسي فقد كان يشغل المنصب مؤقتا مساعد هندي. خلال هذه الفترة أصبح تأثير الوكالة منخفض جدا. كانت الأولوية الأولى لدالي هي استعادة السلطة للوكالة. كان دالي يتحدث اللغة العربية بطلاقة وحضر الدروس الدينية الشيعية في العراق. خلال الأشهر القليلة الأولى من وصوله إلى البحرين لم يقم دالي بتطبيق الإصلاحات. رفض دالي توفير الحماية للأفراد وغض الطرف عن اضطهاد الإدارة القبلية وقتل الفلاحين البحارنة الذين وعدهم ديكسون بالخلاص. ذكر محمد التاجر أن صمت الوكالة السياسية البريطانية كان الدافع الرئيسي لاستمرار قمع البحارنة ووصف موقف دالي بأنه «خادع». كان عيسى راض عن دالي وأرسل رسالة إلى المقيم السياسي البريطاني يطلب منهم تثبيته بشكل دائم بعد انتشار شائعات بأن دالي على وشك الانتقال من البحرين. هذا هو على النقيض مع تحذير الشيخ عيسى لدالي ضد التدخل في الشؤون الداخلية للبحرين عندما وصل لأول مرة. وهو على النقيض من تحذير عيسى لدالي ضد التدخل في الشؤون الداخلية للبحرين عندما وصل لأول مرة.
بعد بضعة أشهر استهدف دالي أنصار عبد الله بعزلهم أو ترحيلهم وكان من بينهم حافظ وهبة وجاسم الشيراوي. سمح مجلس حكم البحرين لدالي بترحيل الأجانب في ظل ظروف معينة. كان وهبة مصريا ولكن الشيراوي الذي كان قوميا عربيا ينتمي إلى عائلة بحرينية معروفة. ادعى دالي أن الشيراوي فارسي وأن اسمه الأخير الشيرازي (من شيراز بفارس). تم ترحيل وهبة بالاتفاق مع عيسى. كان عبد الله يمثل «رمزا القوة القبلية» بدعم من القبائل وكان أكثر تأثيرا من أخيه الأكبر وولي العهد حمد. بالإضافة إلى ذلك كان عبد الله يطمح إلى خلافة والده في العرش. قام دالي بعزل عبد الله من المحكمة المشتركة ومجلس البلدية ووضع حمد بدلا منه. بينما ذكر الرميحي أن عبد الله كان قد استقال بعد مضايقة دالي له مرارا وتكرارا. كما عين أيضا حمد مدير الأعمال التجارية العامة وهي خطوة متفق عليها مع عيسى وعبد الله. ثم عين دالي التاجر الفارسي محمد شريف وزيرا لبلدية المنامة وفيما بعد رئيسا لها. وصف الرميحي شريف بأنه «محل ثقة دالي» ووصفه فوكارو بأنه «المدافع الذي نصب نفسه للمصالح الفارسية» وقال محمد التاجر أن كراهيته للعرب كانت معروفة. ذكر الرميحي أن قيام شريف بتجنيد قوة حراس من الفرس قد «أضاف الزيت على النار». دالي ذكر أن شريف كان سنيا و«لا يتعاطف بتاتا مع البحارنة». كما قدم دالي الحماية لعدد متزايد من الأفراد خاصة في الريف حيث لا يزال البحارنة يعانون من الظلم ويسعون إلى استغلال الوضع الجديد للتعبير عن مطالبهم ومظالمهم. كان دالي يتواصل مع المجتمع البحراني المنظم من خلال الوسطاء (التجار).
بحلول منتصف عام 1921 تم تقسيم البحرين إلى معسكرين رئيسيين: الأول داعم للإصلاحات ويتألف من دالي وحمد وأنصاره بما في ذلك الفقيه السني المهزع والبحارنة الحضر والفلاحين. على الرغم من أن حمد كان يتمتع بدعم البحارنة فقد كتب دالي أن «في قلب حمد مثل كل آل خليفة أن البحارنة لإهانتهم وسلبهم وظلهم». بينما الثاني الرافض للإصلاحات يتألف من عيسى وابنه عبد الله ورجال القبائل وتجار اللؤلؤ والنواخذة. سلمان ابن حمد كان يعارض أيضا الإصلاحات. تم تقسيم الأسرة الحاكمة بشأن هذه المسألة وأرجع حافظ وهبة الصراع بين أبناء عيسى لأعمال دالي في حين ذكر هاشم أن الصراع كان سببه زوجة عيسى. كان محمد بن عبد الرحمن بن عبد الوهاب آل خليفة أحد هؤلاء الذين دعموا بقوة الإصلاحات وكان على خلاف مع أولئك الذين يعارضونها. وكان قد اعتنق المذهب الشيعي في عام 1934. قدمت سلسلة من الالتماسات الموالية والمعارضة للإصلاحات من قبل الفصيلين إلى مختلف المسؤولين البريطانيين الذين يقومون بإيصالها إلى وزارة الخارجية. في 7 يونيو قدم وفد من كبار شخصيات البحارنة عريضة إلى دالي مشيدين به في قصيدة طويلة وطالبوه بتنفيذ الإصلاحات. كان فصيل المعارضة يراهن على فشل الإصلاحات وبالتالي إلى نبذ دالي وحمد.
كان أساس معارضة عيسى للإصلاحات أنه لا يريد أن يتخلى عن السلطات المطلقة التي كان يتمتع بها على مدى السنوات الخمسين الماضية. كان أعضاء آخرين من آل خليفة مثل خالد شقيق الحاكم يعتمد في دخله على الضريبة التي ستقوم الإصلاحات بإلغائها. هناك سبب آخر لمعارضة خالد وهو طموحه في الحصول على منصب رفيع إذا استطاع عبد الله خلافة ابيه عيسى بدلا من حمد. القبائل وتجار اللؤلؤ وخاصة الدواسر كانوا رافضين بسبب أن الإصلاحات من شأنها أن تضعهم على قدم المساواة مع الآخرين فيما يتعلق بالضرائب والقانون وبالتالي إزالة جميع المزايا التي كانوا يتمتعون بها. رأوا أيضا أن الإصلاحات المؤيدة من قبل الشيعة تقوض سيادتهم ووضعهم تحت سيطرة ما يسمى «القبيلة البريطانية». كان أساس دعم الشيعة للاصلاحات أنهم رأوا تطبيق عادل للعدالة والضرائب والحصول على حقوقهم المسلوبة لا سيما وأنهم يعتبرون أنفسهم الشعب الأصلي للبحرين. البحارنة يعتبرون أنفسهم شعب البحرين الأصلي في تناقض مع الجماعات السنية التي وصلت في نهاية القرن الثامن عشر.
في 21 ديسمبر قام مجموعة من البحارنة باستغلال زيارة المقيم السياسي البريطاني آرثر بريسكوت تريفور من أجل رفع مظالمهم. قدموا عريضة وأبلغوا تريفور أنه يتوجب على بريطانيا أن لا تفشل في اقناع عيسى بجدوى الإصلاحات وأنه لا ينبغي ببريطانيا حمايتهم بعد الآن والسماح لحاكم عربي جديد لم يذكروا اسمه بحكمهم. كتب شوماخر أن البحارنة قد أدلوا ببيان مماثل في عريضة أخرى «إذا كانت الحكومة فشلت في حماية رعاياها فليكن معلوما أننا قد نضطر إلى اللجوء إلى بعض الحكومات الأخرى مثل تلك التي فارس أو ما شابه ذلك». طلب الالتماس أيضا يشمل وضع البحارنة تحت الحماية البريطانية كالتالي:
بناء على طلب من تريفور قدم دالي تقرير مفصل حيث سرد أمثلة على سوء الإدارة والفساد من آل خليفة وكذلك "الفظائع والقمع" التي ارتكبوها. شملت قائمة "الجرائم ضد الشيعة" ما يلي: "الممتلكات المسروقة والاغتصاب والخطف وفرض رسوم الوفاة على الرغم من عدم وجود نظام ضريبي رسمي في البحرين والاستيلاء الكاذب على الأراضي والمنازل وزيادة الإيجار والسخرة والإعطاء القسري للطيور والبيض للأسرة الحاكمة والاستيلاء على القوارب لنقل السخرة التي تعتبر امتياز للحاكم وحده والآن يمارس من قبل كل أفراد آل خليفة. ركز على موقف عبد الله تجاه الشيعة. وصف الرميحي عبد الله بأنه "سيء السمعة كان طرفا في القيام بحوادث الشغب". ذكر أيضا أنه وفقا لديكسون فقد وصف عبد العزيز آل سعود عبد الله بأنه "الثعبان الذي يسرق زوجات الرجال". عبد الله كان "مسؤولا عن إساءة استخدام البحارنة في جد حفص والسنابس". قبل الزيارة حاول عيسى وفشل في الحصول على دعم الشيعة لنظامه. اتصل تريفور بحكومة الهند مما يشير إلى المزيد من التدخل البريطاني والإبعاد المؤقت لعبد الله الذي كان ينحى عليه باللائمة في الاضطرابات التي تواجه إدارة حمد.
حصل تريفور على رد سلبي في يناير من العام المقبل ونص الرد على أن كل الوسائل المحلية للضغط يجب أن تستنفد قبل النظر في هذه التدابير. طلب من تريفور زيارة البحرين في المستقبل القريب لإعلام عيسى أنه يجري مراقبته عن كثب. كما يرسل له تحذير بأنه «إذا سوء حكمه أدى إلى انتفاضة فإن الحكومة ستجد صعوبة في تقديم أي دعم له على الإطلاق». نظم البحارنة التماسا آخر في يناير من دون جدوى. قدم الالتماس 64 بحراني وكان نصه: «بعد التحية، منذ بعض الوقت خاطبنا العلاقات العامة وأنت سواء شفهيا أو خطيا وأبلغناك عن حالتنا. كما أرسلنا التماسا إلى بوشهر لمعاليه ولكن لم نسمع حتى الآن أي رد الذي سوف يهديء لدينا المخاوف والقهر والاستبداد من الحكام. على الرغم من أن جميع أفراد أسرة آل خليفة يضطهدوننا ولكنهم ليسوا جميعا على حد سواء. قبل أن تكون الأمور في أيدي عبد الله فإن القمع كان سائد ولكن عندما جاء أصبح رسميا هو المسئول فإنه يمارس الطغيان إلى حد يخل بالشرف لدينا حيث أن نسائنا لسن آمنات كما أنه يأخذ الفتيات من منازلهن بالقوة وآبائهن وأمهاتهن لا يتمكنون من التحدث من الخوف والآن عبد الله ليس المسئول بشكل رسمي ولكن مازال يقوم بالقمع والطغيان في الخفاء ولا يألوا جهدنا في ذلك والسبب في ذلك هو أن والده عيسى وأخيه يساعدناه في ما يريد القيام به وعيسى هو اليوم ليس أكثر من خاتم في إصبع عبد الله. نرجو من سعادتكم انقاذنا من طغيان وقمع عبد الله. نرجو منكم باسم النبي يسوع تخليصنا في أقرب وقت ممكن من هذا الطاغية. لا نستطيع الصبر والتحمل أكثر. أنت مسؤولا أمام الله عنا». خلال الشهر ذاته أطلقت عدة طلقات على مراكز للشرطة في المنامة والتي نسبت إلى المعارضين للإصلاحات. إدراكا لخطورة الوضع سعى عيسى لأخذ المشورة من دالي.

### انتفاضة البحارنة
في 6 فبراير 1922 هاجم بعض الفداوية بعض البحارنة الذين وفقا لدالي قد تعرضوا للضرب بصورة غير قانونية وألقوا القبض على واحد منهم في المنامة. أطلقوا سراح المعتقل مما أدى إلى قيام إضراب وبعض الاحتجاجات في سوق المنامة مما أدى إلى توقف تام. قال محمد التاجر أن إضراب البحارنة كان بتعليمات من دالي وأنه كان فعالا للغاية لأنهم سيطروا على الأغذية والزراعة. ذكر أيضا أن البحارنة كانوا واثقين جدا في هذا الوقت من أنفسهم مما سيؤدي إلى تصلب لهجتهم وانتقاد عيسى وعائلته وحلفائه بحرية. يشار إلى هذا الحادث من قبل مهدي التاجر والشهابي باسم «انتفاضة البحارنة فبراير 1922». صنف المديرس الانتفاضة بأنها الاحتجاج الأكثر أهمية التي قام بها البحارنة خلال عقد 1920 وقال ماتفيف أنه كان علامة بارزة في تاريخ البحرين. كتب دالي أن عيسى كان «غافل عن حقيقة أنه كان جالسا على بركان». اتصل عيسى بدالي بشأن هذه المسألة الذي طالبه بالتحدث مع رعاياه وتجنب أي تصعيد. في 16 فبراير قدم مجموعة من مندوبي البحارنة قائمة من 8 مطالب لعيسى. من بين المطالب وقف إبل وعجول عيسى من الدخول وتدمير الحدائق الآخرين ووضع حد لممارسة العمل القسري والاعتقالات التعسفية.
بعد 6 أيام من المشاورات مع عائلته قبل عيسى معظم المطالب. ومع ذلك رفض إلغاء الجزية وتحسين أوضاع السجناء لكنه وعد البحارنة بتعيين ثلاثة أعضاء في المجلس العرفي. ثم أنشأ عيسى مكتب الشؤون العامة والمحكمة المشتركة لرعاية الحالات العادية من أجل تهدئة الوضع مؤقتا. أشار دالي إلى هذا الإعلان باسم «الوثيقة العظمى» ووعد بدعم بدء الإصلاحات. سرا كان دالي متشكك بأن الإصلاحات الموعودة من شأنها في الواقع أن تنفذ. في 7 مارس وصل تريفور إلى البحرين في سفينة حربية وقام بتسليم تحذيرات منفصلة إلى عيسى وأبنائه حمد وعبد الله. قبل الزيارة كان عبد الله وعد دالي بوقف معارضته للإصلاحات. من هذه النقطة وصف حمد وعبد الله عهد أبيهما بأنه «سوء الحكم الماضي» والقوا باللوم على المشاكل الحالية التي يواجهونها. بعد فترة ذكر دالي أن أيا من الإصلاحات الموعودة نفذت.
خلال هذه الفترة بدأت المصطلحات الطائفية والأحكام المسبقة الظهور وأصبح انعدام الثقة بين الشيعة والسنة هو القاعدة. تساءلت شوماخر حول ما إذا كان من الممكن إلقاء اللوم على الدور البريطاني في البحرين لظهور الطائفية. كتبت أن «بريطانيا تصنف [المشاكل في البحرين من حيث الانقسام الواحد] الوارد بسبب الطائفية». كتبت أيضا أن «كأقلية تشتكي فقد فشل البحارنة في إثارة أي تعاطف مع محنتهم. استطاع البحراني الاتحاد مع الفارسي بسبب تشابه مذهبهما الشيعي مما أدى إلى تحرك بريطانيا لاتخاذ قضيتهم أكثر على محمل الجد». توقف البحارنة عن دفع الضرائب منذ فبراير وحاول حمد الوصول إلى حل وسط. ومع ذلك لا يزال عمه خالد وأولاده المعروفين باسم الخوالد يصرون على جمع الضرائب من الشيعة. في أبريل قام العديد من البحارنة بالاحتجاج في الوكالة البريطانية. لم يغادروا إلا بعد وعد حمد وعبد الله لهم بأن عدوان خالد سيتوقف. بالإضافة إلى ذلك وعد حمد وعبد الله بإدخال نظام جديد عادل وغير تمييزي عند فرض الضرائب. قدم دالي نظام الضرائب الجديد للشيوخ. إلا أنهما كانا يخشيان من أن السنة سوف يرفضون دفع الضرائب وطلب الدعم من السلطات البريطانية. كتب دالي إلى السلطات العليا بشأن هذه المسألة. عرض الدواسر على حمد دعمهم ضد البحارنة. رفض عرضهم لتجنب فقدان دعم البحارنة خصوصا في هذا الوقت.

### تردد البريطانيين
في 2 مايو ردت الحكومة البريطانية طلب دالي. لكن موقفها لم يتغير فيما يتعلق بالإصلاحات. في مارس طلبت «اتخاذ تدابير فورية لإدخال إصلاحات في النظام المالي والمصرفي في البحرين» في حين أنها لم تكن ترغب في أي تدخل مباشر ملتزمة بالدعم المعنوي فقط. كان لهذا التطور فرص ضئيلة لمزيد من الإصلاحات التي كتب عنها دالي في مايو وأن «الأمل للإصلاح خفت». في يونيو أصبح عبد الله داعم للاصلاحات بعد التوصل لمصالحة مالية مع شقيقه الأكبر.
العزوف الواضح من السلطات البريطانية شجع فصيل المعارضة إلى اللجوء إلى العنف من أجل وضع حد لدعوات الإصلاح. زار الدواسر عبد العزيز آل سعود في مايو ويوليو 1922. استطاعوا كسب دعمه ضد الإصلاحات. كان عبد العزيز قريب من ضم الأحساء إلى بلده لتشكيل دولة دينية حديثة وربما يريد استخدام الاضطرابات من أجل ضم البحرين أيضا. كما أنه عارض الإصلاحات على أساس أنها قد تؤثر على الأغلبية الشيعية التي تخضع للضريبة بكثافة في الإحساء للمطالبة بحقوق مماثلة. كانوا قد حاولوا بالفعل من أجل الهروب من دفع الضرائب بالهجرة إلى البحرين ولكن الوكيل السياسي منعهم من أجل عدم إعطاء عبد العزيز ذريعة للتدخل المباشر في البحرين. في ضوء هذه التطورات قرر دالي أن ينتظر ويرى ما سيتوصلون إليه من قرار. اعتبر دالي أن الدواسر هم العقبة الرئيسية أمام الإصلاحات. في يوليو كتب دالي أن البحارنة أنفسهم كانوا منقسمين فمنهم من يرغب في استخدام وسائل سلمية لدعم الإصلاحات ولكنهم أصيبوا بخيبة أمل والبعض الآخر يرغب في تخزين الأسلحة والمطالبة بقيام ثورة صريحة إذا تفاقم الوضع. كتب مرة أخرى في ديسمبر من أجل «الضغط لتنفيذ الإصلاحات التي قد لا تنفذ إلى أجل غير مسمى».
في 7 ديسمبر قررت وزارة الخارجية اتخاذ إجراءات في ضوء الحملات الإعلامية الفارسية ضد سياستهم في البحرين. اتهمت الصحف الفارسية بريطانيا بغض النظر عن اضطهاد الشيعة في البحرين. تضمن أيضا ادعاءات سوء المعاملة من قبل الفرس لدالي والتمييز ضد الفرس لصالح النجديين. دفعت الحملات الإعلامية الفارسية البرلمان الفارسي على الموافقة على إعطاء البحرين مقعد في البرلمان في مايو 1923. وفقا للرميحي ربما هذا الذي جعل البريطانيين أكثر تصميما على تنفيذ الإصلاحات. يدعم الرأي الأخير البيان الذي أدلى به هاوورث المقيم السياسي البريطاني في عام 1927 الذي ذكر فيه أن التدخل البريطاني في البحرين كان نتيجة لشكاوى بلاد فارس. قال مهدي التاجر أيضا أن وزارة الخارجية أعطت تعليمات لبدء الإصلاحات بعد الشكاوى الإيرانية عن «سوء الحكم في البحرين». من الأسباب الأخرى التي دفعت بريطانيا لتنفيذ الإصلاحات هو الاستكشافات النفطية وطموحات عبد العزيز آل سعود وعدم الاستقرار المحلي. وزارة الخارجية قلقة من الهجوم الإعلامي لأنها «تحمل فرصة لثورة معادية لبريطانيا في بلاد فارس وغيرها». طلبت من حكومة الهند «التعبير عن الأمل الجاد في أن خطوات الإصلاح التي يمكن إدخالها فورا في البحرين تميل إلى ضمان المعاملة العادلة للشيعة». تم توجيه الرسالة إلى تريفور ودالي اللذان وافقا في يناير 1923 على أن الإصلاحات اللازمة تدور حول الضرائب والمحاكم والغوص بحثا عن اللؤلؤ. أضاف تريفور أن «القوة المادية» قد تكون هناك حاجة لفرض الإصلاحات. خلال الشهر نفسه هدد الزعيم البحراني أحمد بن خميس دالي بنشر قضيتهم في وسائل الإعلام الهندية إذا لم يتم تنفيذ الإصلاحات. بالإضافة إلى ذلك رفض عيسى خطة لتزويد المنامة بالماء والكهرباء على الرغم من محاولات العديد من الشخصيات الرائدة. قال دالي أن خطة المياه والكهرباء كانت بدعم من بلدية المنامة ووجهاء المدينة. أضاف أنه على مد سنتين رفض عيسى اعطاء الضوء الأخضر لهذه الخطة على الرغم من المحاولات المتكررة لإقناعه بما في ذلك أبنائه. لم يكن سبب رفض هو تمويل الخطة من قبل عيسى بل بسبب رغبته في فرض «إتاوة على الماء».
في مارس طلب من وزارة الخارجية في حكومة الهند إدخال الإصلاحات. في مواجهة هذه التطورات وافقت حكومة الهند على مضض وقالت وزارة الخارجية في أبريل:
أعطت وزارة الخارجية التخويل للمقيم السياسي في الوقوف أمام النظام «كلما سنحت الفرصة».
في مارس 1923 هاجم الدواسر قرية باربار البحرانية. في 20 أبريل وقعت معركة بين الفرس والنجديين مما أدى إلى إصابة العديد منهم. كانت قوات الشرطة البلدية الصغيرة قادرة على احتواء الموقف بسرعة. ذكر خيري أن فارسي بستكي مات بسبب الضرب المبرح. إدارة عيسى لم تعاقب مرتكبي هذه الجرائم من كلا الجانبين.
خلال الشهر نفسه أصبح المقدم ستيوارت جورج نوكس المقيم يتصرف بعد ذهاب تريفور في إجازة. كان نوكس أقل حماسا حول الإصلاحات ويعتقد أنها لم تكن تصب في مصلحة بريطانيا. ذكر أن «سوء الحكم» لم يزداد في السنوات العشرين الماضية والتي من شأنها أن تدخل بسببها عواقب دولية. كما أنه على الرغم من أن الثورات الفارسية كانت ستار من الدخان لإحياء ادعائهم على البحرين وبالتالي فإنه لن تهدأ إذا تم تنفيذ الإصلاحات. سريعا ما أشار نائب الملك في الهند على نوكس أن «سوء الحكم» في البحرين يمكن أن يكون فقط «عيب خطير» في حال انتقل النزاع مع بلاد فارس على البحرين في عصبة الأمم. كما أشار إلى أن «الدعاية عامل جديد لا يمكن تجاهله». صدر أمر نوكس بإيقاف أعمال الشغب عندما اندلعت 3 أيام شغب في المنامة بين الفرس والعرب من أصل نجدي في 10 مايو. كتب الرميحي أن المشاركين في أعمال الشغب كانوا من شرائح مختلفة من المجتمع البحريني والتي كانت تسمى ب«أحداث الشغب النجدي الفارسي» بسبب جنسية المشاركين في أحداث الشغب ومع ذلك فإن الرسائل التي كتبها عيسى وحمد أشارا إلى الأحداث بأنها فتنة (حرب أهلية) بين المجتمعين الفارسي والنجدي.

### شغب الفرس والنجديين
تسلسل الأحداث متضاربة. ولكن من المسلم به أن أعمال الشغب بدأت بعد أن قام عبد الله القصيبي وكيل عبد العزيز آل سعود وأحد تجار اللؤلؤ بتوجيه الاتهام إلى صاحب متجر فارسي بسرقة ساعة من منزله. من أجل نزع فتيل الوضع المضطرب قام محمد شريف بدفع قيمة الساعة. في وقت لاحق اقترب فارسيان اثنان من شريف وألحقوا به إصابات وزعموا أن من قام بإصابته هم النجديين. انتشر هذا الخبر في لمح البصر وسرعان ما اشتبك الفرس والنجديين مع بعضهم البعض. أدت الاشتباكات إلى وفاة فارسيان اثنان ونجدي واحد بالإضافة إلى عشرات المصابين ثلاثة منهم إصابتهم خطيرة. قال خيري أن أولئك الذين بدأوا أعمال الشغب كانوا نفس الأشخاص الذين شاركوا في القتال في وقت سابق في أبريل. أضاف أنه بمجرد اندلاع الحرب أغلق الفرس محلاتهم ورفعوا السلاح في وجه النجديين. رد النجديين بتشكيل قوة أكبر واستمرت أعمال الشغب لفترة ما بعد الظهر.
الوضع هدأ بعد نشر دالي حراس من الوكالة البريطانية ثم عقد اجتماعا مع حمد والقصيبي وشريف حيث حمل الأخيران مسئولية الاضطرابات الأخيرة. اتهم القصيبي بتحريض النجديين على ارتكاب العنف وبدوره اتهم شريف بتوجيه أوامره للحرس البلدي الذين كان معظمهم من الفرس لفتح النار على مثيري الشغب. كإجراء احترازي طلب دالي من الحراس تسليم أسلحتهم. على الرغم من أن دالي لم يخامره الشك في أن الحراس كانوا متحيزين نحو زملائهم الفرس إلا أنه أشار إلى أنه لم تكن هناك إصابات بأعيرة نارية بين مثيري الشغب.
في اليوم التالي كان لا يزال الجو متوترا مع وقوع اشتباكات متفرقة. اجتمع النجديين المسلحين في المنازل بما في ذلك منزل القصيبي وسرت الشائعات بأن الفرس فعلوا الأمر نفسه. حاولت عدة جماعات مسلحة من النجديين في جزيرة المحرق والدواسر في البديع دخول المنامة. كانوا يحملون علم عبد العزيز آل سعود وهم يرددون أغاني الحرب ويطلقون النار في الهواء ولكن تم ردعهم من قبل القوات البريطانية المسلحة المزودة بالمدفع الرشاش. في اليوم الثالث ظلت بعض الجماعات النجدية المسلحة في الشوارع في حين صدرت تعليمات من قبل دالي للفرس بالبقاء في المنازل. عموما قتل ثمانية أشخاص في الاشتباكات. عقب انتهاء أعمال الشغب قال حمد أن القصيبي مسؤول عن العنف وأنه أبلغ النجديين عن خططه قبل عدة أيام. حمل دالي أيضا المسئولية للقصيبي.
ذكر الحسن أن «معظم الباحثين» ألقوا باللائمة على أعمال الشغب للقصيبي. ذكر محمد التاجر أن إدارة عيسى «تبدو» أن شاركت في تحريض النجديين على الشغب إلا أنه اتهم شريف أيضا بتحريض الفرس على قتل النجديين. كشاهد على الأحداث قدم محمد التاجر العذر للحكومة لعدم التمكن من السيطرة على أعمال الشغب في البداية لأن مثيري الشغب لم يكونوا بحرينيين و«أنه لا يمكن أن يفعلوا الكثير». خيري الذي شهد أيضا الأحداث ألقى بلائمة حصول أحداث الشغب على إدارة عيسى واتهمها بالانحياز لصالح النجديين. كما أشار إلى أن عيسى كان يقع مقره في المحرق حينما قامت الجماعات النجدية المسلحة بالهجوم على المنامة. وصف نادر كاظم خيري بأنه مثقف سني مستنير الذي يساند الإصلاحات. اتهم عبد العزيز آل سعود شريف بالوقوف وراء أعمال الشغب واتهم حراس البلدية بالانحياز ضد النجديين وانتقد بريطانيا على أنها انحازت لأحد الطرفين.

### عزل عيسى
في 12 مايو أي في اليوم الثالث من أعمال الشغب في المنامة تقدمت قوات عبد العزيز آل سعود إلى الهفوف القريبة من البحرين. في اليوم نفسه هاجم الدواسر قرية عالي بينما هاجم الخوالد قرى سترة البحرانيتان. أسفرت الغارات عن مقتل 12 شخص وإصابة العشرات واغتصاب العديد من النساء. حدد الرميحي تاريخ 19 مايو موعد لهجوم الدواسر على قرية عالي. قال هاشم أن قرية الدراز تعرضت لهجوم قام به الدواسر لكنه لم يحدد تاريخا. في 15 مايو وصل نوكس إلى البحرين برفقة طائرتين حربيتين. قام نوكس بترحيل القصيبي وإقالة شريف. بعد وقت قصير من ذلك تراجعت قوات عبد العزيز إلى الرياض. في الأيام التالية عقدت لقاءات ما بين نوكس من جهة وعيسى وحمد وعبد الله من جهة أخرى للتفاوض على تنازل عيسى الطوعي لصالح ابنه الأكبر حمد.
اعترض عيسى على أساس أن مثل هذه الخطوة من شأنها إذلاله وستؤدي إلى مواجهة مع القبائل. سرد نوكس أوجه القصور في عيسى وسوء إدارته للشؤون الداخلية. كما ذكره بتقاعد عبد الرحمن آل سعود في سن الشيخوخة وفوض ابنه عبد العزيز لقيادة القبيلة دون الشعور بالمهانة. عيسى البالغ من العمر الآن 75 عاما لا يزال يرفض قائلا بأن الوضع كان مختلفا. طلب التشاور مع القبائل بشأن هذه المسألة أولا. أضاف بعد مزيد من المناقشة أنه يفضل أن يقطع رأسه أو يغرق بدلا من التنازل عن العرش طوعا. رفض نوكس جميع مقترحاته. في محاولة أخيرة لإنقاذ منصبه حاول عيسى الحصول على دعم من البحارنة من خلال تقديم التماس يطلبون فيه الإبقاء عليه ولكن قاموا بالعكس بالتوقيع على عريضة تدعو إلى تنازله القسري وأدرجوا عدد من المظالم.
في 26 مايو عقد نوكس اجتماع كبير مع بضع مئات من كبار الشخصيات البحرينية من مختلف الخلفيات. كان نوكس في الوسط مع حمد على يمينه ودالي على يساره وعبد الله على يسار دالي. في الاجتماع أعلن نوكس عن تنازل عيسى. وافق حمد قائلا: «امتثالا لأوامر الحكومة العليا فإنني اليوم أقبل تحمل مسئولية حكومة هذا البلد على كتفي». ذكر عيسى أنه «قبل التنازل عن الحكم على مضض». على الرغم من أن عيسى كان قد تنازل بقوة فقد سمح له بالمحافظة على لقب «شيخ البحرين» وحمد الحاكم الفعلي الحالي بلقب نائب حاكم. بعد وفاة عيسى في عام 1932 اعترف رسميا بحمد «حاكما للبحرين» من قبل نائب الملك في الهند.
ثم ألقى نوكس كلمة أكد فيها على الدعم البريطاني للإصلاحات الإدارية وأعلن تحويل عائدات الجمارك لحمد وطلب من الدواسر الهجرة إلى المملكة العربية السعودية بسبب تلقيهم في كثير من الأحيان تهديدات ويجب أن لا يتفاجئوا إذا تمت مصادرة أراضيهم ومنازلهم. ثم خاطب آل خليفة قائلا لهم أنه «يجب أن لا يتوقعوا أن يكون لديهم الحق في العيش على حساب بقية أفراد المجتمع بواسطة الاحتيال على الفقراء والضعفاء». ثم خاطب الشيعة البحارنة قائلا «لقد كان يوجد الكثير من التحريض الزائف في السنوات الأخيرة ولا يجب أن لا يتوقعوا المساواة في الامتيازات بشكل ظالم ولا يمكن إلغاء حقوق السنة في نفس الوقت على كل حال». أكد أيضا على السنة أن «الإصلاحات من شأنها أن تؤدي إلى الاستفادة القصوى من جميع أفراد المجتمع». وعد الخوالد بتخفيض الضرائب على سكان سترة لكنهم أثاروهم مرة أخرى بعد مغادرة نوكس بوقت قليل.

### عنف أكثر ومحاكمات
استمرت العرائض والأزمة السياسية في عهد حمد. المعارضين للإصلاحات طالبوا بطرد دالي وإلغاء الإصلاحات خاصة تلك المعنية بإلغاء الفداوية ومحكمة السالفة. قاموا بانتاج كمية كبيرة من «الالتماسات والنصب التذكارية والكابلات والمقالات في الصحافة». واصل البحارنة من ناحية أخرى دعم حمد ودالي والإصلاحات. تم تشكيل المحكمة الجنائية في حالات العنف. كان رد فعل الدواسر والخوالد هو ترهيب الشهود.
في شهر يونيو هاجم الدواسر قرية عالي مرة أخرى مما أسفر عن مقتل 3 أشخاص وإصابة 4 بجروح شديدة. بالإضافة إلى ذلك فقد "نهبت معظم القرية". في 23 يونيو ألقيت مسئولية الهجوم على قرية عالي على رئيس قبيلتهم أحمد بن عبد الله. كان عليه أن يسجن بضعة أيام وأن يقوم بتعويض الضحايا. انتقاما لسجنه هاجم الدواسر وقتلوا اثنين من وجهاء البحارنة بالقرب من البديع في 10 يوليو. كتب مي آل خليفة أنه لا يوجد أي دليل على تورط الدواسر في الحادث ولم تكن هناك محاكمة. كان الوجيهان الاثنان قد شجعا سكان عالي على أن يشهدوا ضد الدواسر. ألقيت باللائمة على أحمد بن عبد الله مرة أخرى وهذه المرة بتغريمه 15 ألف روبية. في أعقاب ذلك قرر معظم الدواسر مغادرة البحرين إلى البر الرئيسي. اضطر البقية للمغادرة بحلول نوفمبر بسبب أن وجودهم يهدد أمن الجزيرة. وفقا لخوري فإن الهجرة الجماعية للقبيلة هو "إعلان ضمني للحرب". قدم خوري 18 يوليو موعد لهجرة الدواسر من البحرين. حذر نوكس وتريفور الدواسر في وقت سابق وتمت مصادرة ممتلكات الدواسر. بالإضافة إلى ذلك منعوا من الغوص بحثا عن اللؤلؤ في مصائد البحرين وألغوا جميع ديون الغواصين. بعد استقرارهم في الدمام خضع الدواسر للضريبة بشكل كبير من قبل عبد العزيز آل سعود وسعوا إلى العودة إلى البحرين. منعوا من القيام بذلك في مارس 1924 بواسطة دالي. في عام 1927 بعد رحيل دالي سمح لهم بالعودة بشرط أن يعاملوا بالمساواة مع الآخرين وليس بوصفهم طبقة عليا. تم منحهم عشرات الآلاف من الروبيات كتعويض عن ممتلكاتهم المصادرة والإيجارات التي تم جمعها من قبل الدولة وديون الغواصين".
في 18 سبتمبر هاجم الخوالد قرية واحدة في سترة وقتلوا رجل واحد مدعين بأنه قام بإصابة أحد جمالهم أثناء الرعي هناك. كانت هذه الحالة الأكثر تعقيدا بسبب أنهم أفراد من عائلة آل خليفة وأبناء عمومة مباشرين للحاكم الجديد. كان حمد في ورطة. القانون فوض له معاقبة الخوالد فيما أن مسؤولياته القبلية تدعوه لدعم عائلته في الحق والباطل. في 22 سبتمبر قام حمد بنصيحة من دالي بعقد محكمة لمحاكمة الخوالد. الجناة كانوا خالد وأبنيه علي وسلمان واثنين من عبيده. تم تغريم خالد ألفين روبية وأمر بنقل مقر إقامته من سترة إلى الرفاع. تم نفي علي الذي قاد الهجوم لمدة عشر سنوات. نفى علي أصلا ندى الحياة ولكن خفض حمد عقوبته إلى 10 أعوام. بالإضافة إلى ذلك كان يدفع لخ مخصص شهري يبلغ 300 روبية خلال وقت النفي. عاد علي إلى البحرين في يوليو 1926 وحكم عليه بالسجن لمدة ستة أشهر بتهمة خرق الأحكام الأولى. تعليقا على ذلك أشار دالي أنه في حين أن الأحكام الجديدة متناسبة مع خطورة الجريمة ولكنه كان حكما ثوريا بسجن عضو من أعضاء الأسرة الحاكمة. نفي سلمان لسنة واحدة وسجن الخادمان. على الرغم من أن الشيعة اعتبروا الأحكام مخففة إلا أنه يمثل انتصارا للقانون والنظام كما أنها المرة الأولى التي يتم فيها تثبيت التهم على أعضاء الأسرة الحاكمة.
ومع ذلك فإن الخوالد لم يكونوا راضين عن حكم المحكمة وعقدوا ضغينة عميقة ضد سكان سترة الذين شهدوا ضدهم. في ليلة 8 يناير 1924 هاجموا قرية واديان في سترة وقرية توبلي القريبة منها مما أسفر عن مقتل عدة رجال ونساء وأطفال من البحارنة. كان رد فعل الآلاف من البحارنة من خلال تنظيم احتجاجات لعدة أيام في الوكالة السياسية البريطانية وإرسال عرائض إلى دالي وتريفور. كان حمد في رحلة وأناب عنه شقيقه الأصغر محمد في تصريف أمور الحكم. تم تثبيت تهم الموجهة إلى الخوالد في الجرائم التي قاموا بها من خلال شهادات الشهود وقرروا مغادرة البلاد بعد رفضهم المثول أمام أي محكمة باستثناء المحاكم الشرعية.
عاد حمد إلى البحرين في 14 يناير وبعد مناقشة هذه المسألة مع دالي أمر بإلقاء القبض على المشتبه بهم المتبقيين. أبرق تريفور من قبل حكومة الهند الذي قال له أن يأمر حمد بمعاقبة الجناة حتى لو أنهم ينتمون إلى عائلته وأنهم سوف يقدمون له الدعم الكامل للقيام بهذا الأمر. الرسالة التي بعث بها تريفور إلى حكومة الهند قبل استلام البرقية كانت كما يلي: «نلاحظ مرة أخرى أن المجتمع الشيعي بعد سنوات من القمع غير قادرين تماما على فعل أي شيء لأنفسهم ويمكنهم فقط طلب التماس منا والشكوى عن حالهم. لو اتحدوا وقاوموا ظلم عائلة آل خليفة فإنه سيحدث أثرا كبيرا. إذا كان هذا هو الحال فإن مهمتنا في البحرين هي دعم الأسرة الحاكمة التي لا يمكنها أن تحكم بالعدل أو بالكفاءة وفي نفس الوقت مساعدة المجتمع الذين لا يستطيعون مساعدة أنفسهم هو نكران للجميل». وصل تريفور في البحرين في 25 يناير وجلسة محاكمة الخوالد مقررة في اليوم التالي لوصوله. قدم الشهود أدلة تجريم قوية وصفها دالي بأنها «حاسمة للغاية ولا مجال للشك في إدانة المتهم». تم تغريم خالد ألفين روبية وطلب منه مغادرة الرفاع إلى المحرق إلا أن البحارنة رفضوا استلام مبلغ التعويض. بينما حكم على ابنه إبراهيم قائد الهجوم بالإعدام غيابيا وحكم على سلمان بن خالد الذي كان يقضي بالفعل نفيا خارج البحرين نتيجة هجوم سابق أيضا بالإعدام غيابيا وحكم على الجاني آخر بالإعدام غيابيا وأعطي بقية المذنبين أحكام بالسجن تتراوح ما بين 6 أشهر إلى 10 أعوام. أشار دالي أن عقوبة الإعدام أصدرت ضد مرتكبيها الرئيسيين فقط لأنهم استطاعوا الهرب وكان «من غير المرجح للغاية» تنفيذ الحكم.
في 13 أكتوبر 1926 أطلق أربعة مسلحين النار على سيارة حمد بينما كان هو وعائلته في طريقهم إلى البديع ولكنهم لم يصيبوا الهدف. وعلى الرغم من تقدم جائزة سخية لمن يدلي بمعلومات تقود إلى الجناة فلم يتم إلقاء القبض على أحد. بناء على ظهور أدلة جديدة في عام 1929 فقد تم اعتقال إبراهيم بن خالد ووجد مذنبا. ومع ذلك لم يتخذ حمد أي إجراء في هذه القضية وقرر بدلا من ذلك تعيين إبراهيم في قصر الصخير المبني حديثا. تم القبض على ثلاثة من المسلحين المأجورين في عام 1930. حكم على اثنين بالسجن مدى الحياة بينما قتل الثالث عند محاولته الهرب من السجن.

### المعارضة السلمية
أفراد آل خليفة الآخرين لم يلجئوا إلى العنف. بدلا من ذلك كتبوا العديد من الرسائل والعرائض إلى السلطات البريطانية العليا وإلى أصدقائهم في الخارج. في المحرق والمنامة قام الطلاب في المدرسة التي افتتحها عبد الله بنشر منشورات مناهضة لبريطانيا على منازل أولئك الذين أيدوا الإصلاحات. كتب محمد بن عبد الله إلى وزير الدولة لشؤون الهند. أيضا كتب مقالتين نشرتا في الصحافة السورية حيث انتقد الإصلاحات والتدابير المتخذة من قبل البريطانيين مثل القبض على أحمد بن عبد الله الدوسري وعزل عيسى. عيسى الذي عزل قد أرسل عدة رسائل إلى المسؤولين البريطانيين يطلب فيها إجراء تحقيق حول شؤون البحرين. عندما عاد تريفور من إجازته في 21 أكتوبر 1923 كان عيسى والدواسر متفائلين وكتبوا عريضة له. كان رد فعل البحارنة عن طريق تقديم عريضة مضادة وقعها 328 منهم في 25 أكتوبر.
في 26 أكتوبر شكل 12 من التجار السنة وزعماء العشائر «المؤتمر الوطني البحريني» الذي دعا لتنفيذ ستة مطالب من بينها عودة عيسى للحكم إلا إذا وافق على التغيير وتشكيل مجلس استشاري ويجب أن تكون الإصلاحات متوافقة مع الشريعة والعرف. يذكر أيضا أنهم قد دعوا إلى تأسيس مجلس تشريعي. وصف أعضاء الكونغرس باسم «القوميين السنة المستنيرين». كان معظمهم من النواخذة والتجار. وفقا للرميحي فإن قادة الكونغرس عبد الوهاب الزياني وأحمد بن لاحج حاولا استقطاب زعيم بحراني لكنهما تلقيا ردا سلبيا. كان أحمد بن لاحج نجدي قد رافق الدواسر في إحدى زياراتهم لعبد العزيز آل سعود. كان عبد الوهاب الزياني تاجر لؤلؤ وصفه أمين الريحاني بأنه «زعيم النهضة الوطنية في البحرين». الزياني عارض النفوذ المتزايد لبريطانيا منذ عقد 1910 وفي عام 1921 قامت بحملة من أجل الحقوق الدستورية التي كانت موضع استياء من قبل عيسى ودالي. طلب من الزياني مغادرة البحرين للهند في نوفمبر 1921 وعاد في عام 1923. وفقا لمهدي التاجر فإن الزياني قدم 150 ألف روبية من أجل تمويل الحركة المناهضة للإصلاح وأنه شكل المؤتمر كقناع لإدخال فكرة البرلمان. أشار مهدي التاجر أنه لم يتمكن من العثور على أي شيء في المراسلات البريطانية الرسمية لدعم ما ذكره الرميحي عن محاولة استقطاب زعيم بحراني. دعم عيسى مطالب الكونغرس التي تم إرسالها إلى تريفور. التقى حمد مع بعض من أعضاء الكونغرس لكنه فشل في التوصل إلى حل وسط.
خلال نفس يوم تأسيس المؤتمر عقد بعض وجهاء البحارنة بقيادة أحمد بن خميس اجتماع حيث قدموا عريضة من 9 نقاط تجدد دعمها للإصلاحات ورفعوا بعض المطالب وحذروا من أنهم على استعداد لرفع القضية إلى برلمان المملكة المتحدة إذا تم تجاهلهم. رد تريفور على هذه الالتماسات بتقديم ضمان للبحارنة أن يستمروا في المطالبة بتنفيذ مطالبهم وأنه سيتم النظر في الإصلاحات. أوضح لعيسى أن الإصلاحات ليست «رغبة شخصية لنوكس أو دالي» ولكنها أوامر من الحكومة البريطانية لتنفيذ الإصلاحات بسبب «فضيحة الاستبداد والقمع» في البحرين. بالإضافة إلى ذلك أشار أنه على الرغم من وعده بذلك فإن عيسى لم يكن ضمن مخطط تنفيذ أي إصلاحات.
ثم قدم تريفور اعلان عام بأنه بناء على «أوامر من حكومة صاحب الجلالة سيتم تنفيذ الإصلاحات في جميع الظروف وأن الإصلاحات سوف تستمر باطراد دون أدنى عائق». في 1 نوفمبر وصل تريفور البحرين. دعا لعقد اجتماع مع المؤتمر الوطني البحريني في الوكالة السياسية البريطانية في 7 نوفمبر. على ظاهرها كان الغرض من الاجتماع مناقشة مطالب الكونغرس ولكن عندما وصل الأعضاء تم اعتقال الزياني وبن لحج وترحيلهما إلى الهند. توفيت الحركة مع اعتقال قادتها كما أنها افتقرت إلى الدعم الشعبي. مع نهاية كل أشكال المعارضة فقد تم تمهيد الطريق لتنفيذ الإصلاحات الإدارية.
تابع الزياني معارضته للإصلاحات في الهند. بمساعدة محمد علي جناح تقدم بدعوى في المحكمة وإلى نائب الملك في الهند ضد طرده خاصة وعزل عيسى القسري. كانت جهوده غير مثمرة إلى حد كبير وتوفي في عام 1925 عن عمر يناهز 69. توفي خالد في عام 1925 أيضا. دعمت العديد من الصحف العربية في سوريا ومصر والعراق عيسى. بالإضافة إلى ذلك أعرب حسين بن علي الهاشمي شريف مكة وعبد الله بن قاسم آل ثاني حاكم قطر معارضتهما للإصلاحات.

### تطبيق الإصلاحات
كان أحد أولى خطوات الإصلاحات التي أدخلها النظام الجديد هي القائمة المدنية في يونيو 1923. خصص مبلغ شهري قدره 30 ألف روبية للأسرة الحاكمة وهذا يشكل 40٪ إلى 50٪ من عائدات الدولة. رفض عيسى تلقي راتب شهري قدره 4 آلاف روبية في البداية لكن في مايو 1926 وافق على ذلك. كثيرا ما اشتكى أعضاء الأسرة الحاكمة أن المبالغ الشهرية لم تكن كافية. في يونيو 1923 أمرت حكومة الهند من دالي تجنب «التدخل الكثير المباشر» لكي لا يصبح الحاكم الفعلي. في ديسمبر تساءلوا ما إذا كان التورط البريطاني «قد ذهب بعيدا جدا» وفي يوليو 1924 طلبوا أن لا تكون الإصلاحات من دون الحصول على موافقة من الحاكم. قال ماضي التاجر أن هذا «قد كشف عن افتقار الحكومة الإلمام بقضايا محددة في البحرين». و«ألقى الضوء على الضغوط التي تعرض لها الوكيل السياسي البريطاني عند التخطيط للإصلاحات». أكد تريفور لهم أن حمد قد وافق تماما على خطة الإصلاح. بالإضافة إلى ذلك أشار دالي إلى أن البحرين سوف تستمر في التقدم مع أو بدون التدخل البريطاني بسبب سفر وتعليم شعبها. بمساعدة من حمد بفضل علاقته الشخصية القوية معه والعرائض المؤيدة للإصلاح فقد استمر دالي في اتخاذ خطوات تنفيذية بارزة في تنفيذ الإصلاحات على أساس يومي وأيضا خارج الإطار القانوني لمجلس الحكم البحريني.

#### إصلاحات الجمارك

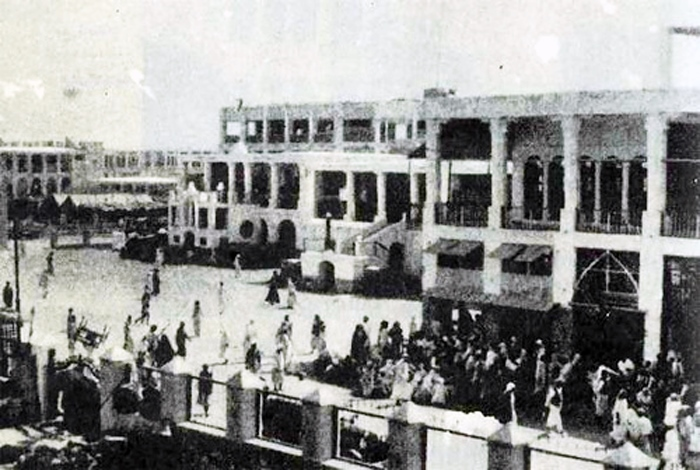
إعادة تنظيم مكتب جمارك المنامة.

في أغسطس 1923 عين باور البريطاني لرئاسة الجمارك مؤقتا. كان باور قد خدم سابقا في دائرة جمارك إمبراطورية الهند. وجد آثار إختلاسات واضحة واستطاع استعادة 70 ألف روبية. أجبر أيضا التجار على الدفع في الوقت المحدد بينما في وقت سابق كانا في كثير من الأحيان يتأخرون في تسليم المدفوعات. إيرادات الجمارك التي يتم توجيهها إلى حساب الحكومة في البنك البريطاني زادت زيادة كبيرة حيث تم وصف الموارد المالية في البحرين ب«السيولة السارة» بحلول نهاية عام 1923. في 14 يناير 1924 تم استبدال باور بكلود دي جرينير. وصفت جرينير من قبل تريفور بأنه «محاسب مؤهل» كان قد قد خدم في بغداد وبوشهر. أشاد بعمله أحد المسئولين البريطانيين الذي صرح بأن «إيرادات الدولة زادت بنسبة 20 في المائة دون رفع الرسوم الجمركية حيث يعود 97 في المائة من الإيرادات نتيجة جهود جرينير». بقي في منصبه حتى عام 1929.

#### إصلاحات القضاء
بحلول أواخر عقد 1920 كانت هناك ثمانية محاكم. كان من بينها تلك المذكورة في مجلس الحكم البحريني في وقت سابق بالإضافة إلى محكمة دولة البحرين المعروفة أيضا باسم محكمة الشيخ حمد التي افتتحت في يوليو 1923 اختصاصها قضايا البحرينيين ضد البحرينيين. ترتكز على إعلان الوثيقة العظمى لعيسى وتم إدخال تحسينات كبيرة حيث كانت تشمل الممارسات السابقة أن «كل فرد من أفراد عائلة آل خليفة يستخدمها من أجل إدانة ومعاقبة الفلاحين البحارنة دون محاكمة». ومع ذلك كانت تعاني من عيوب رئيسية حيث لم يكن هناك قانون محدد للإشارة وكانت أوضاع السجون بائسة. كتب دالي أن أحد السجون قارنه سجن الثقب الأسود كلكتا بالهند. كان يوجد محكمتان شرعيتان إحدهما للسنة والأخرى للشيعة. انتقد دالي النظام القضائي الطائفي ووصفه بأنه «تظلم جذرية للبحرينيين» وأن النظام القضائي يعاني من عيوب أيضا لأن معظم القضاة كانوا أعضاء أفراد من الأسرة الحاكمة وليس لديهم درجة القانون ولا كانوا مؤهلين قانونا.
اقترح دالي أن يتم انتخاب القضاة من قبل البحرينيين وأن يتم وضعهم تحت الحماية البريطانية وأن يسمح للبحرينيين أن يختصموا في المحكمة المشتركة. دعم المقيم السياسي هذا الرأي إلا أن حكومة الهند رفضته.

#### إصلاحات الشرطة
في يونيو 1924 تم تجنيد 150 بلوشي من الناطقين باللغة العربية لخدمة الشرطة المسلحة. طلب حمد أن تتكون الشرطة من البلوش في نهاية عام 1923 وقد وافق تريفور على طلبه لأنه كان يعتقد أن العرب كانوا «غير مناسبين» والفرس «يسيئون للعرب». أثبت البلوش أنهم غير كفئين وغير منضبطين. في أغسطس 1926 قتل شرطي بلوشي اثنين من زملائه وأصاب دالي بجروح طفيفة. كتبت إحدى الصحف الفارسية حول هذا الحادث أنه «من المؤسف أن دالي أصيب في أذنه من قبل الرصاصة التي أطلقت عليه». تعرض رئيس الشرطة لمحاولة اغتيال فاشلة. لذلك تم استبعاد البلوش وحل محلهم بنجابيون متقاعدون من الجيش الهندي في نوفمبر.

#### إصلاحات الغوص على اللؤلؤ
في عام 1921 و 1922 وخلال انتفاضة الغواصين قاموا بمقاطعة محكمة السالفة القبلية المنحازة ورفض دفع الديون إلى النواخذة. في العام التالي تم تعليق العمل بمحكمة السالفة للتحقيق فيها. وجد أن بعض النواخذة يتلاعبون بالحسابات لتوجيه التهم للغواصين. بدأت الإصلاحات في عام 1924 حيث طلب من كل نوخذة الاحتفاظ بكتاب حساب منفصل لكل غطاس ودفع ضريبة ترخيص قارب. قال خوري أن إصلاحات تجارة الغوص بحثا عن اللؤلؤ وقعت بين عامي 1921 و 1923 ولكن كتاب آخرين ذكروا بعد وفاة خوري أن عام 1924 هو التاريخ الصحيح. الاستثناء الوحيد كان لقبيلة آل بن علي الذين أعفوا عن دفع الضرائب عن عشرة قوارب. كان أساس هذه الوثيقة الموقعة من عيسى ومساعد المعتمد السياسي فيما بين 1900 و1904 بإعفائهم عن جميع الضرائب. كان الهدف من التغيير السابق حماية مصالح الغواصين في حين أن الضريبة زادت من إيرادات الدولة حيث تم جمع 50 ألف روبية في عام 1924. كانت هناك عدة تغييرات أخرى في صالح الغواصين مثل منع النواخذة عن معاقبة الغواصين على متن القارب ومنع بيع اللؤلؤ دون موافقة الغواصين وتعيين الحد الأدنى لأجور الغواصين. بالإضافة إلى ذلك فقد تم إلغاء توريث الديون ولكن الديون المستحقة كان يجب دفعها.
في البداية عارض النواخذة هذه الإصلاحات وحرضوا الغواصين ضدهم. بمرور الوقت وافقوا على مضض. على الرغم من أن الإصلاحات كانت في صالحهم إلا أن الغواصون لم يكونوا سعداء بالإصلاحات لأنها تحد من قيمة القروض قبل وبعد موسم الغوص والتي كانوا بحاجة إليها لتزويد أسرهم. كانت القروض لا تزيد بأي حال من الأحوال عن 200 روبية والسبب وراء ذلك هو منع تراكم الديون على الغواصين. احتجوا سنويا خلال بداية ونهاية موسم الغوص. دعم التجار والنواخذة هذه الاحتجاجات إلا أنه بعد عدة سنوات أدرك الغواصين أن الإصلاحات كانت في صالحهم.

#### إصلاحات ملكية الأراضي
في عام 1924 افتتح مكتب تسجيل الأراضي ل«تسجيل المبيعات ونقل الملكية والتعامل مع حالات النزاعات على الأراضي». في أبريل 1925 أجري مسح لتسجيل العقارات. كان هناك هدفين رئيسيين وهما وضع حد للعقود الطويلة التي «تضغط على السكان الشيعة الأصليين» وفرض ضرائب على جميع الأراضي بالتساوي من أجل دعم الموازنة العامة للدولة. تم استبدال مكتب التسجيل بإدارة السجل العقاري في مارس 1926 التي تشعبت عنها إدارة المساحة.
تم إلغاء نظام «الملكية الإقطاعية». تم تقسيم الأراضي إلى ست فئات وهي: الأراضي الخاصة والأراضي الحكومية والوقف الشيعي والوقف السني وأراضي الذرية وأراضي الورثة. كان ما يقرب من نصف الأراضي ممتلكات خاصة ويفوق عدد أراضي الأوقاف الشيعية نظيرتها السنة بنسبة 33.6٪ إلى 0.7٪ من الأراضي العامة على التوالي. تم تشكيل قسم للأوقاف الشيعية في عام 1927 الذي نقل السيطرة على هذه الأراضي من السلطة التقليدية للفقهاء الشيعة إلى الحكومة. أعطيت ملكية الأراضي الخاصة على أساس إذا كان يمتلكها منذ عشر سنوات فأكثر والأراضي الهدايا الموثقة من قبل الحاكم. تمت إحالة أراض أخرى إلى المحاكم. قريبا ثارت صعوبات داخل الأسرة الحاكمة حول توزيع التركات السابقة ولكن تم التوصل إلى اتفاق في عام 1932 شمل حظر العمل القسري وتحصيل الضرائب وإنشاء «محكمة الأسرة» للتعامل مع منازعات آل خليفة الداخلية. الأراضي غير المسجلة والأراضي التي لم يطالب بها أحد تم تسجيلها باسم الدولة. تم انتزاع الكثير من الأراضي الزراعية في الأجزاء الشمالية في البحرين من آل خليفة.
أشرفت الحكومة على تأجير الأراضي حيث تم تحديد أحكام وشروط العقود. مع إلغاء الضرائب وأعمال السخرة فليس هناك حاجة لمهن الكيخداسية والوزراء التي ألغيت معها أيضا. تم إدخال نظام ضرائب الدولة الأخف وزنا وساهمت فقط بنسبة صغيرة من ميزانية الدولة في حين كان الجزء الأكبر من إيرادات الجمارك خاصة تلك على صناعة اللؤلؤ. حصل أفراد العائلة الحاكمة على الجزء الأكبر من الميزانية ففي عام 1930 تم تخصيص نصف الميزانية لهم إما مخصصات أو رواتب.

#### وصول بلغريف ورحيل دالي
منذ عام 1923 فقد ضغط دالي على السلطات البريطانية للموافقة على استحداث منصب المستشار القضائي. في عام 1925 حصل على موافقة من لندن. طلب حمد من دالي البحث عن ضابط بريطاني مناسب للعمل كمستشار مالي لصالحه. قام دالي بالإعلان عن هذه الوظيفة في الصحف البريطانية. تم تعيين تشارلز بلغريف في هذه الوظيفة بعد إجراء مقابلة مع دالي. وصل بلجريف إلى البحرين في يوليو حيث التقى دالي وأراه أنحاء البلاد. كان دالي يحكم البحرين بشكل كبير حتى مغادرته البلاد في سبتمبر 1926 ليصبح صاحب أطول مدة خدمة لمعتمد سياسي بريطاني في البحرين. جاء عدد قليل من البحرينيين فقط لتوديعه. حل مكانه الرائد باريت.
تراجع حمد عن بعض القرارات المهمة التي قام بها عندما كان دالي وكيل سياسي. أبرزها بشأن الدواسر والخوالد. قال حمد في عام 1927 أي بعد حوالي سنة واحدة من رحيل دالي أنه كان يشعر بالخزي من مصادرة ممتلكات الدواسر التي حدثت باسمه. وافق على دفع ما بين 200 ألف روبية إلى 300 ألف روبية كتعويض لهم بينما كان أفراد أسرته مقتنعين بدفع ثلث هذا المبلغ فقط. في يناير 1927 اتصل إبراهيم بن خالد بحمد وطلب منه السماح له بالعودة إلى البحرين. كانت الخطة هي التوفيق بين الخوالد وسكان سترة. قام سكان سترة بإسقاط القضية وبالتالي لا داعي للجوء إلى المحكمة. احتج بلغريف ضد هذا التحرك ووصفه بأنه «مخادع». ومع ذلك صرح حمد أن المحاكمة الأولية كانت غير قانونية وأن الحكم بإعدام الخوالد كان ضد إرادته من أجل استرضاء دالي.
قال باريت أن المحاكمة الأولى كانت عادلة وكان هذا دليلا قويا بتواجد 27 شاهدا. نصح باريت حمد بإعادة المحاكمة بالنسبة لهم أمام المحكمة الشرعية. لكن حمد تصرف بعكس نصيحة الوكيل. في 30 أبريل 1928 أي بعد يومين من عودة إبراهيم وشقيقه سلمان إلى البحرين فقد عقد حمد اجتماعا حضره قاضي شيعي ومختار سترة حيث وقعت الهجمات وبلغريف وأبناء الضحايا. وافق أبناء الضحايا على إسقاط التهم بعد أن أكد لهم حمد أن الجرائم السابقة لن تتكرر. أعلن بعد ذلك أن إبراهيم وسلمان أحرار في العودة إلى البحرين. بالإضافة إلى ذلك قدمت لهما علاوات شهرية وأعيدت ممتلكاتهم المصادرة. تلقت عائلات الضحايا الأموال وتم تعويضهم عن الممتلكات المسروقة خلال الهجوم. لم يعترض المعتمد السياسي البريطاني أو المقيم. أعرب هذا الأخير عن أمله في أن هذه الخطوات من شأنها بناء جسر الثقة بين آل خليفة والشيعة.

## ما حدث بعد ذلك
بحلول نهاية عقد 1920 فقد وصفت إدارة البحرين ب"الكفاءة المعقولة والحديثة". ومع ذلك فإن التورط البريطاني كان عميقا جدا. كان بلغريف يسيطر على جميع المكاتب ووصف المسؤولين البريطانيين سيطرته في نوفمبر 1927 من قبل دنيس براي أمين وزارة الخارجية في حكومة الهند بأنه "أكثر من المرغوب فيه". ذكر أيضا أن الموقف البريطاني في البحرين لا يمكن تغطيته بمعاهدة تمسح "سيادة الشيخ لدرجة أقل مما يمتلكها رئيس الهند. كتب مسؤول بريطاني أن هذا الوضع يجب أن يعالج عن طريق تثقيف البحرينيين لكي يصبحوا فعالين بما فيه الكفاية ويستعاض عن المسؤولين البريطانيين. لخص دوافعه لهذا الاقتراح في ما يلي: "في الوقت الذي سوف يتم نسيان إنقاذ بريطانيا للبحرين وخصوصا الشيعة البحارنة من الطغيان فإن احتلال البريطانيين للوظائف الرئيسية هو الذي سيتم ذكره". وصف أكثر تفاؤل عن الوضع صرح به في عام 1929 من س. ج. بريور المعتمد السياسي البريطاني الذي ذكر أن وجود المسؤولين البريطانيين كان لا غنى عنه وأنهم قاموا بتحسين هائل لإدارة الحاكم قائلا:
العلاقة بين البحارنة وآل خليفة «تحسنت بشكل كبير». شارك البحارنة في إدارة الدولة وأعربوا عن تفاؤلهم حول الإصلاحات. على الرغم من هذه الظروف المحسنة من الشيعة فقد قال مهدي التاجر أنه بحلول عام 1929 ظلت بعض الفوارق خاصة فيما يتعلق ب«التعليم والقانون والتمثيل في مجالس الحكومة المختلفة». قدمت شوماخر تقييم أكثر قتامة عن حالتهم قائلا:
على الرغم من أن الكثير من أفراد آل خليفة عارضوا في البداية الإصلاحات إلا أنهم تقبلوها تدريجيا وتعاونوا مع السلطة الجديدة. انتهى بهم المطاف بالحصول على مناصب قيادية مهمة مثل وزير التربية والتعليم ورئيس الشرطة والقضاة. ومع ذلك فإن عيسى ما يزال معارضا للإصلاحات واستمرت في عرض نفسه على أنه حاكم البحرين. على سبيل المثال في أبريل 1924 أرسل عيسى برقية تهنئة للمقدم ف. ب. بريدو الذي حل محل تريفور في منصب المقيم السياسي البريطاني بوصفه حاكما للبحرين. واصل عدد من أفراد آل خليفة المهمين معارضة الإصلاحات وبالتالي ظلوا تحت مراقبة بلغريف حتى رحيله في عام 1957 وبعد ذلك بدأوا في استعادة نفوذهم السابق. كان بلغريف يشرف على إدارة البلاد وكان ينظر إلى حمد على نطاق واسع بوصفه «أكثر قليلا من دمية».

## التراث
ينظر إلى دعوة الإصلاحات باعتبارها الأولى في سلسلة من حركات الإصلاح اللاحقة في عقود 1930 و1950 و1970 و1990 و2011. مكنت الإصلاحات البحارنة من تحقيق وزنهم السياسي والتعبير عن مطالبهم جهارا كما فعلوا على سبيل المثال في عام 1934 في حين أنهم في الماضي لم يشاركوا في السياسة على الرغم من الظروف البائسة في ظل آل خليفة. ساعدت الإصلاحات في توحيد الشيعة والسنة البحرينيين خلال عقد 1930 حيث تم تقسيم السلطة القضائية على أساس الجنسية وتم تصنيف كلا المجموعتين على أنهم «بحريني».
حتى بعد عقود عديدة إلا أن المعارضة للإصلاحات لا تموت تماما. في عهد عيسى بن سلمان آل خليفة (1961-1999) ابن حفيد عيسى بن علي فقد رفض ادراج معلومة في المطبوعات الحكومية أن نهاية عهد عيسى بن علي كان في عام 1923 وبدلا من ذلك تم تمديده لعام 1932 أي سنة وفاته. كتاب التاريخ الذي نشرته جامعة البحرين في عام 2009 الذي يدرس للطلبة تذكر أن نهاية حكم عيسى بن علي كان في عام 1932. بالإضافة إلى ذلك فإن الكتاب ذكر نبذة وجيزة عن فترة حكمه ولم يرد أي ذكر لعزله القسري.

## التحليل
انتقد المؤلف البحريني سعيد الشهابي وجهة نظر بعض القوميين البحرينيين الذين يعارضون الإصلاحات بسبب معارضتهم للبريطانيين. قال إن اضطهاد البحارنة من قبل حكومة عيسى والقبائل السنية يتطلب تنازل عيسى. يعارض الشهابي تعيين حمد حاكم ولكن ينظر إليه بأنه أهون الشرين. كما يفضل لو أعطيت السلطة إلى واحد من الناس ولكن البريطانيين لم يكونوا سيسمحون بذلك لأنهم بحاجة لحاكم ضعيف للحفاظ على مستعمرتهم. العالم السياسي الأمريكي مايكل هيرب قدم تحليل مماثل ووصف حمد بأنه «الدمية» الذي كان يعتمد على بريطانيا بسبب نقص الدعم الأسري.
قال الشهابي والمؤلف السعودي الحسن أن التدخل البريطاني سعى لنزع فتيل أي ثورة محتملة للبحارنة ضد آل خليفة. يؤيد هذا الرأي الرسالة التي بعث بها المقيم السياسي البريطاني لعبد العزيز آل سعود في 15 يونيو 1923 التي جاء فيها أن التدخل البريطاني من شأنه أن يؤدي على المدى الطويل إلى استقرار نظام آل خليفة والحفاظ على الهيمنة السنية على الجزيرة. المؤرخ البحريني محمد التاجر (المتوفي في 1967) ذكر أن السبب الوحيد لتدخل بريطانيا هو لوضع البحرين تحت سيطرتها دون الحاجة إلى شن الحرب. أوضح أنه في أعقاب هزيمة العثمانيين والألمان في الحرب العالمية الأولى كان المشهد واضحا بالنسبة للبريطانيين للسيطرة على البحرين. كما اتهم التاجر دالي بتطبيق مبدأ فرق تسد من خلال تحريض الشيعة ضد السنة والعكس بالعكس. أشار إلى حادثة معينة فيما قاله عندما حضر مجموعة من البحارنة إلى دالي لطلب الحماية من مضطهديهم ولكنه عرض منحهم أسلحة إذا لم يكن لديهم أي منها.
جادلت مي آل خليفة وزيرة الثقافة السابقة في البحرين في أن البريطانيين كانوا يهدفون من وراء الإصلاحات الوصول إلى السلطة وأنهم خدعوا واستخدموا البحارنة لهذا الهدف بينما حذر عبد العزيز آل سعود سرا ضد نفوذهم. كتبت آل خليفة أيضا أن أعضاء المؤتمر الوطني البحريني كانوا يتحركون بدافع من مصالحهم وقيمهم التقليدية. استشهدت باعتراضهم على إنشاء المطار الذي يقوض التجارة والنقل التقليدية كدليل. أشارت أيضا إلى معارضتهم لافتتاح دور السينما لأسباب دينية. آل خليفة منتقدة كثيرا لدالي وغالبا ما وصفته ب«الحاكم الفعلي» واتهمه بإثارة التوترات الطائفية. كانت أيضا داعمة لعيسى واصفة له بالحاكم الشرعي. قالت أنها مع ذلك تقر بأهمية المؤسسات الحديثة التي تم تقديمها من قبل الإصلاحات ووضع أسس البحرين الحديث.
في كتاب من تأليف مشترك جادلت سوسن الشاعر ومحمد جاسم من أن هدف التدخل البريطاني في البحرين كان لملء أي فجوة تستغلها القوى الأجنبية الأخرى لتحويل البحرين إلى قاعدة رئيسية في الخليج العربي. بالإضافة إلى ذلك فإنهما ذكرا أيضا أن المقيمين السياسيين وبمساعدة من هيبة الامبراطورية البريطانية كانت لهم طموحات لحكم البحرين. كانت حجتهم أن دالي كان مبالغا بشأن شدة الوضع في البحرين من أجل إقناع السلطات البريطانية العليا في التدخل في الشؤون المحلية. كما حللا أسباب معارضة عيسى على التدخلات البريطانية حيث ذكروا أنه استاء وكان محرج من التعامل بشكل مختلف عن الحكام العرب الآخرين الذين يتمتعون بدرجة عالية من الاستقلالية وأن ابنه عبد الله لعب دورا كبيرا في ابعاد والده من البريطانيين. ذكرا أن زعماء البحارنة كانوا يمثلون الحزب الموالي لبريطانيا وأنهم كانوا ألعوبة في يد براي الذي استخدم الخلافات الطائفية بنجاح لتقسيمهم. خلصا إلى أن دوافع البحارنة كانت بسبب انعدام الثقة العميقة بينهم وبين آل خليفة والتي لا تزال آثارها باقية إلى يومنا هذا.
رفض منصور الجمري الاستنتاج المذكور واصفا كتاب «المرضى» بأنه «سيئ للغاية وغير واقعي وشاتم ويثير الكراهية والطائفية» لأنه وفقا له فإن الكتاب يدعوا إلى فكرة أن البحارنة كانوا عملاء للبريطانيين. أضاف أن البحارنة أجبروا على طلب الحماية البريطانية لأنهم على عكس المجموعات الأخرى مثل الفرس والنجديين كانوا عرضة للاضطهاد من قبل نظام عيسى كما لم يكن لديهم أحد يحميهم. قال الجمري أنه يوجد استنتاج واحد ينبغي أن نصل إليه من خلال قراءة التاريخ بعناية وهو أن البحارنة كانوا يحاولون العيش في سلام. ذكر نيليدا فوكارو أن الهدف من الإصلاحات هو «تمكين قطاعات واسعة من فقراء الشيعة العرب وعلى الحفاظ على الأنشطة السياسية لإيران ضمن المجتمع الفارسي المحلي أثناء إنشاء إطار مناسب لاستمرار حكم أسرة آل خليفة». كتب حمزة أن التنقيب عن النفط كان السبب وراء الإصلاحات. أشار عبد الهادي خلف إلى أن إجراءات بريطانيا ضد المعارضين للإصلاحات باسم «التدابير الاستعمارية المستبدة». كتب أيضا أن الإصلاحات أدت إلى «عمليات مزدوجة لم تنتهي من بناء الدولة والوطن».
وصف الرميحي مطالب المؤتمر الوطني البحريني بأنه «تقدمي للغاية» وأنهم كانوا «يزرعون بذور شكل أكثر دستوري للحكومة» إذا قبلت بذلك آنذاك. كما وصف مطالبهم بأنها «معتدلة» لأنها لم تكن إصرارا على استعادة عيسى كحاكم. أضاف أن البحارنة لم يتعاونوا مع هذه الحركة نتيجة لعدم الثقة القائمة منذ فترة طويلة بين الطائفتين وانتقد الضباط البريطانيين لصالح «الإصلاحات عندما فرضوها من قبل أنفسهم ولكن ليس عندما تم اقتراحها من قبل البحرينيين الأصليين». كتب مهدي التاجر أن أحد الأسباب الهامة وراء معارضة البحارنة للمؤتمر الوطنى البحريني كان دعوته لإعادة عيسى للحكم حيث كان البحارنة يعانون كثيرا خلال فترة حكمه. أضاف أن «الانقسامات النفسية والدينية في الماضي» كانت حجر عثرة في طريق الوحدة بين البحارنة والسنة.
كتب الناقد الثقافي البحريني نادر كاظم أن الفرق الرئيسي بين المؤتمر الوطني البحريني التي يقوده السنة والبحارنة في الأولويات. في حين كان البحارنة حازمين جدا في المطالبة بالمساواة فإن المؤتمر كان حازم جدا في المطالبة بالسيادة الوطنية. كتب أيضا أن الزياني كان يفضل الإصلاحات ولكن ليس عن طريقهم لأنه يعتبره تدخلا بريطانيا في الشؤون البحرينية. أضاف أنه إذا المجموعتين اتحدتا فإن ذلك كان سيؤدي إلى تغيرات سياسية واجتماعية كبرى ولكن تفككهما أدى إلى القضاء على الشيعة والمعارضة في مهدها وأصبحت قاعدة رؤية الشيعة بأنهم المناهضين للحكومة والسنة هو الموالين للحكومة. انتقد كاظم سيطرة القوى القبلية على الحكومة الجديدة وألقى باللوم عليهم لعدم التوصل إلى توافق عام في الآراء داخل الدولة لأن سيطرتهم كانت ضد الحياد المطلوب من أجل الآخرين في التمتع بفوائد الدولة دون تمييز.
ذكر خوري أنه خلال فترة الإصلاحات فإن القضايا المتعلقة بشرعية الحكومة لم تناقش وبدلا من ذلك تركزت الإصلاحات فقط على الحكومة. أضاف قائلا «بعبارة أخرى فإن الإصلاحات وضعت أسس بيروقراطية حديثة دون إقامة نظام سياسي حديث». وافق حميدان مع ما قاله خوري بأن الإصلاحات تجاهلت المطالب الديمقراطية مضيفا أنه على الرغم من تنفيذ الإصلاحات البريطانية إلا أنها شملت إنقاذ «النظام من الأزمات الهيكلية الحادة التي تهدد استقراره». أضاف أن مطالب المؤتمر الوطني البحريني لم تحظى بالكثير من الدعم نظرا لارتباطهم مع الفصيل المعارض العنيف.
قال ف. غريغوري غوز أن الإصلاحات لم تقلل من قوة آل خليفة وحلفائها القبليين ولكن أجبرتهم على تغيير أساليبهم للبقاء مهيمنين. قال الجمري أيضا أن الإصلاحات لم تغير الوضع الراهن باسم «العنصر القبلي جوهر الدولة». في رأيه نجحت الإصلاحات فقط في إنهاء «أجزاء واضحة من النظام الإقطاعي القبلي» لكنه فشل في «دمج الإدارة الحديثة مع البنية القبلية». قال فريد ه. لوسون أن الإصلاحات كانت لا تزيد عن «تحديث الاستبداد».
دراسة من قبل س. ك. داتا وج. ب. نوجنت نصت على أن إصلاحات تجارة الغوص بحثا عن اللؤلؤ كانت «غير مثمرة» و«ساهمت في زوال صناعة اللؤلؤ». بناء على هذا الاستنتاج فإن إلغاء الديون الوراثية رفعت تكلفة «توظيف العمالة» و«منح القروض» وأن إعطاء قروض متساوية للغواصين بغض النظر عن مهاراتهم قللت من المنافسة فيما بينهم. صرح مهدي التاجر أن التحليل المذكور كان مبالغا فيه على الرغم من احتوائه على «قدر من الحقيقة» في ذلك. أضاف أن الأسباب الحقيقية وراء زوال صناعة صيد اللؤلؤ لم تكن بسبب الإصلاحات ولكن كانت بسبب فترة الكساد الكبير في عقد 1930 وإدخال اللؤلؤ الياباني الصناعي واكتشاف النفط في البحرين. أعطى ليتلفيلد نفس الأسباب الثلاثة لشرح زوال صناعة اللؤلؤ. كتب حسين إسماعيل أنه في حين كان دالي أحد أسوأ المقيمين السياسيين في تاريخ البحرين فإن الإصلاحات التي أدخلت في صناعة الغوص بحثا عن اللؤلؤ كانت إحدى الإصلاحات القليلة الجيدة.